# Liste der Kulturdenkmale in Sellerhausen-Stünz
Die Liste der Kulturdenkmale in Sellerhausen-Stünz enthält die Kulturdenkmale des Leipziger Ortsteils Sellerhausen-Stünz, bestehend aus den Stadtteilen Sellerhausen und Stünz, die in der Denkmalliste vom Landesamt für Denkmalpflege Sachsen mit Stand 2017 erfasst wurden.

## Legende
- Bild: Bild des Kulturdenkmals, ggf. zusätzlich mit einem Link zu weiteren Fotos des Kulturdenkmals im Medienarchiv Wikimedia Commons. Wenn man auf das Kamerasymbol klickt, können Fotos zu Kulturdenkmalen aus dieser Liste hochgeladen werden:
- Bezeichnung: Denkmalgeschützte Objekte und ggf. Bauwerksname des Kulturdenkmals
- Lage: Straßenname und Hausnummer oder Flurstücknummer des Kulturdenkmals. Die Grundsortierung der Liste erfolgt nach dieser Adresse. Der Link (Karte) führt zu verschiedenen Kartendiensten mit der Position des Kulturdenkmals. Fehlt dieser Link, wurden die Koordinaten noch nicht eingetragen. Sind diese bekannt, können sie über ein Tool mit einer Kartenansicht einfach nachgetragen werden. In dieser Kartenansicht sind Kulturdenkmale ohne Koordinaten mit einem roten bzw. orangen Marker dargestellt und können durch Verschieben auf die richtige Position in der Karte mit Koordinaten versehen werden. Kulturdenkmale ohne Bild sind an einem blauen bzw. roten Marker erkennbar.
- Datierung: Baubeginn, Fertigstellung, Datum der Erstnennung oder grobe zeitliche Einordnung entsprechend des Eintrags in der sächsischen Denkmaldatenbank
- Beschreibung: Kurzcharakteristik des Kulturdenkmals entsprechend des Eintrags in der sächsischen Denkmaldatenbank, ggf. ergänzt durch die dort nur selten veröffentlichten Erfassungstexte oder zusätzliche Informationen
- ID: Vom Landesamt für Denkmalpflege Sachsen vergebene, das Kulturdenkmal eindeutig identifizierende Objekt-Nummer. Der Link führt zum PDF-Denkmaldokument des Landesamtes für Denkmalpflege Sachsen. Bei ehemaligen Kulturdenkmalen können die Objektnummern unbekannt sein und deshalb fehlen bzw. die Links von aus der Datenbank entfernten Objektnummern ins Leere führen. Ein ggf. vorhandenes Icon  führt zu den Angaben des Kulturdenkmals bei Wikidata.

## Kulturdenkmale in Sellerhausen-Stünz
| Bild                                    | Bezeichnung | Lage | Datierung | Beschreibung | ID       |
| --------------------------------------- | --- | --- | --- | --- | -------- |
| Weitere Bilder                          | Parkanlage mit Gedenkstein 1813 | (Karte) | 1894–1898 (Parkanlage) | Parkanlage (Volkshain Stünz) mit Gedenkstein 1813, Kastanienallee und altem Gehölzbestand sowie Teich; Schöpfer: Stadtgartendirektor Wittenberg; gartenkünstlerisch und ortsentwicklungsgeschichtlich von Bedeutung | 09292463 |
| Weitere Bilder                          | Apelstein Nr. 43 (V) | (Karte) | gesetzt 1864 (Gedenkstein) | Apelstein Nr. 43 (V); im Volkshain Sellerhausen-Stünz, Gedenkstein zur Erinnerung an die Kämpfe der Völkerschlacht bei Leipzig 1813, Major Carl Friccius 18./19. Oktober 1813, geschichtlich von Bedeutung | 09292462 |
| Direkt Bild zu diesem Denkmal hochladen | Mehrfamilienhäuser einer Wohnanlage (zusammen mit Dybwadstraße 4-4c), mit Vorgarten und Wäschetrockenplatz                                                                                               | Brückwaldstraße 1; 1a; 1b; 1c (Karte) | um 1930 (Wohnblock) | Putzfassade im traditionalistischen Stil der Zeit, baugeschichtlich von Bedeutung | 09262170 |
| Weitere Bilder                          | Handschwengelpumpe mit Brunnenschacht und Abdeckplatte | Bruhnsstraße (Karte) | 1908-1910 (Handschwengelpumpe) | Typ Abart Kleiner Löwe, ortsgeschichtlich von Bedeutung | 09294846 |
| Weitere Bilder                          | Mietshaus in geschlossener Bebauung | Bruhnsstraße 2 (Karte) | 1896-1897 (Mietshaus) | mit Tordurchfahrt, Putzfassade, preußische Kappe in der Tordurchfahrt, baugeschichtlich von Bedeutung Denkmaltext Wohnhaus sowie ein Nebengebäude für Waschküche, Rollenschuppen und Pferdestall wurden zeitgleich von den beiden Bauunternehmern Karl Franke und Friedrich Hermann Falkenberg beantragt, im Juli 1896 genehmigt. Die Schlussbesichtigung erfolgte im Mai des Folgejahres. Entwurf und Bauleitung lagen in Händen des Architekten Gustav Bobach. Zwei Wohnungen befanden sich neben der Durchfahrt im Parterre, eine davon mit Zugang zum Laden, in den oberen Etagen kamen jeweils drei Wohnungen zur Vermietung. Im Jahreswechsel 1960/1961 wurde das Geschäftslokal zu Wohnraum umgebaut (Architekt Merkel für die Pläne, die PGH Nordost für die Ausführung). Sanierung und Balkonanbau erfolgten in den Jahren 1999 bis 2002, ebenso der Komplettabbruch der Hofbebauung. Neun Achsen und vier Geschosse überspannt die Putzfassade des Hauses, das zudem (ehemals) einen roten Klinkersockel besaß, historistischen Stuckdekor aufweist, so u.a. Stuckkonsolen mit Zahnschnittfries an der Traufe. Teile der originalen Ausstattung sind erhalten, zudem die preußische Kappe in der Tordurchfahrt. Das Gebäude besitzt einen baugeschichtlichen Wert als Dokument der Ortserweiterung. LfD/2015, 2016 | 09262215 |
| Weitere Bilder                          | Mietshaus in geschlossener Bebauung | Bruhnsstraße 3 (Karte) | um 1895 (Mietshaus) | zeittypische Klinkerfassade, ehemals mit Hofgebäude, baugeschichtlich von Bedeutung | 09262131 |
| Weitere Bilder                          | Mietshaus in geschlossener Bebauung | Bruhnsstraße 4 (Karte) | um 1895 (Mietshaus) | mit Tordurchfahrt, Klinkerfassade, Stuck in der Tordurchfahrt, baugeschichtlich von Bedeutung | 09262214 |
| Weitere Bilder                          | Mietshaus in halboffener Bebauung | Bruhnsstraße 6 (Karte) | um 1895 (Mietshaus) | mit Tordurchfahrt, Klinkerfassade, ehemals preußische Kappe in der Tordurchfahrt, baugeschichtlich von Bedeutung | 09262212 |
| Weitere Bilder                          | Doppelte Eisenbahnbrücke über die Cunnersdorfer Straße | Cunnersdorfer Straße (Karte) | 1905 (Eisenbahnbrücke) | Strecke 6371 - Abzw. Leipzig Anger – Abzw. Leipzig Heiterblick, verkehrsgeschichtlich von Bedeutung | 09294702 |
| Direkt Bild zu diesem Denkmal hochladen | Kirchplatz mit Schmuckpflasterung | Cunnersdorfer Straße (Karte) | um 1900 (Kirchplatz/Kirchpark) | ehemaliger Kirchhof des Dorfes Sellerhausen, im Zusammenhang mit der Erbauung der Emmauskirche zu einem begrünten Kirchplatz umgestaltet, mit umlaufender Schmuckpflasterung auch an Cunnersdorfer Straße und Wurzener Straße, ortsentwicklungsgeschichtlich und stadtgrüngeschichtlich von Bedeutung | 09292456 |
| Weitere Bilder                          | Mehrfamilienhaus einer Wohnanlage, mit Vorgärten | Cunnersdorfer Straße 1 (Karte) | bezeichnet 1938 (Mehrfamilienwohnhaus) | Putzfassade im traditionalistischen Stil, siehe auch Engelmannstraße 2/2a und Emmausstraße 11-17, baugeschichtlich von Bedeutung | 09262017 |
| Weitere Bilder                          | Mehrfamilienhäuser einer Wohnanlage, mit Vorgärten | Cunnersdorfer Straße 3; 5; 7 (Karte) | um 1930 (Mehrfamilienwohnhaus) | bildet Wohnanlage mit Plaußiger Straße 24, Putzfassade mit aufwendig gestalteten Treppenhausrisaliten, geätzte Treppenhausfenster, baugeschichtlich von Bedeutung | 09262256 |
| Weitere Bilder                          | Wohnhaus in offener Bebauung, mit Einfriedung | Cunnersdorfer Straße 6 (Karte) | um 1900 (Wohnhaus) | Putzfassade mit Fachwerkelementen, Anklänge an den Schweizerhaus-Stil, baugeschichtlich von Bedeutung | 09290855 |
| Weitere Bilder                          | Mehrfamilienhaus einer Wohnanlage (zusammen mit Emmausstraße 2/4/6), mit Vorgarten | Cunnersdorfer Straße 8 (Karte) | 1930/1935 (Mehrfamilienwohnhaus) | zeittypische Putzfassade, bauhistorischer Wert und besondere städtebauliche Wirkung | 09262257 |
| Weitere Bilder                          | Mietshaus in geschlossener Bebauung in Ecklage, mit Vorgarten | Cunnersdorfer Straße 13 (Karte) | 1915/1925 (Mietshaus) | Putzfassade, im traditionalistischen Stil der 1920er Jahre, baugeschichtlich von Bedeutung | 09292915 |
| Weitere Bilder                          | Mietshaus in geschlossener Bebauung in Ecklage | Cunnersdorfer Straße 24 (Karte) | um 1890 (Mietshaus) | mit Eckladen und Laden, Putzfassade, baugeschichtlich von Bedeutung | 09294880 |
| Weitere Bilder                          | Mietshaus in geschlossener Bebauung | Cunnersdorfer Straße 28 (Karte) | um 1895 (Mietshaus) | ehemals mit Laden, Klinkerfassade, farbige Treppenhausfenster, eiserne Maueranker, baugeschichtlich von Bedeutung | 09262211 |
| Weitere Bilder                          | Mietshaus in geschlossener Bebauung in Ecklage | Cunnersdorfer Straße 30 (Karte) | um 1895 (Mietshaus) | mit Eckladen, historisierende Putzfassade, baugeschichtlich von Bedeutung | 09262210 |
| Weitere Bilder                          | Mietshaus in halboffener Bebauung in Ecklage, mit seitlicher Toreinfahrt | Cunnersdorfer Straße 32 (Karte) | um 1895 (Mietshaus) | ehemals mit Gaststätte zum Ratskeller, zeittypische Klinkerfassade, Wand- und Deckenmalerei im Treppenhaus, baugeschichtlich von Bedeutung | 09262216 |
| Direkt Bild zu diesem Denkmal hochladen | Mehrfamilienhaus einer Wohnanlage, mit Vorgarten | Dybwadstraße 2 (Karte) | 1931-1932 (Mietshaus) | Putzfassade, im Stil der Moderne, Verkaufspavillon Ecke Elisabeth-Schumacher-Straße 2002 abgebrochen, siehe auch Elisabeth-Schumacher-Straße 28-40, baugeschichtlich von Bedeutung | 09262173 |
| Direkt Bild zu diesem Denkmal hochladen | Mehrfamilienhaus einer Wohnanlage (zusammen mit Brückwaldstraße 1-1c), mit Vorgarten und Wäschevorplatz                                                                                                  | Dybwadstraße 4; 4a; 4b; 4c (Karte) | um 1930 (Wohnblock) | Putzfassade im traditionalistischen Stil der Zeit, baugeschichtlich von Bedeutung | 09262171 |
|                                         | Doppelmietshaus in halboffener Bebauung | Eisenbahnstraße 173; 175 (Karte) | 1930/1935 (Doppelmietshaus) | Putzfassade, Haustür mit Keramikrahmung, baugeschichtlich von Bedeutung | 09262075 |
|                                         | Mietshaus in geschlossener Bebauung | Eisenbahnstraße 175a (Karte) | um 1930 (Mietshaus) | Putzfassade, Haustür mit Keramikeinfassung, baugeschichtlich von Bedeutung | 09262074 |
| Weitere Bilder                          | Mietshausgruppe in geschlossener Bebauung | Eisenbahnstraße 177; 179; 181 (Karte) | um 1928 (Mietshaus) | Putzfassade, interessante Haustürrahmungen in Klinker, kleine Figur über Haustür Nummer 179, bleiverglaste Treppenhausfenster, Kellerfenstergitter, baugeschichtlich von Bedeutung | 09261994 |
| Direkt Bild zu diesem Denkmal hochladen | Mehrfamilienhäuser einer Wohnanlage, mit Vorgärten an Weidlichstraße und Robert-Mayer-Straße | Elisabeth-Schumacher-Straße 1; 3; 5; 7 (Karte) | 1926 (Mehrfamilienwohnhaus) | ehemals mit Hinweis »LSR« bei Nummer 7, Putzfassade, städtische Wohnhauszeile, baugeschichtliches Zeugnis der Ortsteilerweiterung in den 1920er Jahren | 09262149 |
| Direkt Bild zu diesem Denkmal hochladen | Mietshaus in geschlossener Bebauung | Elisabeth-Schumacher-Straße 9 (Karte) | bezeichnet 1907 (Mietshaus) | Klinker-Putz-Fassade, Oberlicht der Haustür mit Bleiverglasung, ehemals drei Jalousieblenden, baugeschichtlich von Bedeutung | 09262150 |
| Direkt Bild zu diesem Denkmal hochladen | Mietshaus in geschlossener Bebauung | Elisabeth-Schumacher-Straße 11 (Karte) | um 1907 (Mietshaus) | Klinker-Putz-Fassade, Haustür mit bleiverglastem Oberlicht, baugeschichtlich von Bedeutung | 09262151 |
| Direkt Bild zu diesem Denkmal hochladen | Mietshaus in geschlossener Bebauung | Elisabeth-Schumacher-Straße 13 (Karte) | um 1907 (Mietshaus) | Klinker-Putz-Fassade, Stuck im Eingangsbereich, bleiverglaste Treppenhausfenster, baugeschichtlich von Bedeutung | 09262152 |
| Direkt Bild zu diesem Denkmal hochladen | Mietshaus in geschlossener Bebauung | Elisabeth-Schumacher-Straße 15 (Karte) | um 1908 (Mietshaus) | ehemals mit Laden, Putz-Klinker-Fassade, Malerei und Stuck im Eingangsbereich, baugeschichtlich von Bedeutung | 09262153 |
| Direkt Bild zu diesem Denkmal hochladen | Mehrfamilienhäuser einer Wohnanlage, mit Vorgarten und Wäschetrockenplatz | Elisabeth-Schumacher-Straße 28; 30; 32; 34; 36; 38; 40 (Karte) | 1931-1932 (Wohnblock) | Putzfassade, im Stil der Moderne, siehe auch Dybwadstraße 2, baugeschichtlich von Bedeutung | 09262172 |
| Direkt Bild zu diesem Denkmal hochladen | Mehrfamilienhäuser einer Wohnanlage, mit Vorgärten | Elisabeth-Schumacher-Straße 42; 44; 46; 48; 50; 52 (Karte) | 1931-1932, bezeichnet 1931 (Mehrfamilienwohnhaus)                                                                                         | zwischen Nummer 46 und 48 Durchgang, zeittypische Putzfassade, im Stil der Moderne, baugeschichtliches Zeugnis für den Genossenschafts-Wohnungsbau zu Beginn der 1930er Jahre, von Interesse für die Ortsteilentwicklung und die allgemeine Baugeschichte | 09262154 |
| Weitere Bilder                          | Kirchplatz mit Schmuckpflasterung | Emmausstraße (Karte) | um 1900 (Kirchplatz/Kirchpark) | ehemaliger Kirchhof des Dorfes Sellerhausen, im Zusammenhang mit der Erbauung der Emmauskirche zu einem begrünten Kirchplatz umgestaltet, mit umlaufender Schmuckpflasterung auch an Cunnersdorfer Straße und Wurzener Straße, ortsentwicklungsgeschichtlich und stadtgrüngeschichtlich von Bedeutung | 09292456 |
|                                         | Mietshaus in geschlossener Bebauung (bauliche Einheit mit Nr. 3), mit Vorgarten | Emmausstraße 1 (Karte) | 1910/1915 (Mietshaus) | Putzfassade, Holzloggien, Putzreliefs, baugeschichtlich von Bedeutung | 09262006 |
| Weitere Bilder                          | Mehrfamilienhäuser einer Wohnanlage (zusammen mit Cunnersdorfer Straße 8), mit Vorgarten | Emmausstraße 2; 4; 6 (Karte) | 1930/1935 (Mehrfamilienwohnhaus) | zeittypische Putzfassade, baugeschichtlicher Wert und besondere städtebauliche Wirkung | 09262258 |
|                                         | Mietshaus in geschlossener Bebauung (bauliche Einheit mit Nr. 1), mit Vorgarten | Emmausstraße 3 (Karte) | 1910/1915 (Mietshaus) | Putzfassade, Holzloggien, Putzreliefs, Stuck und Terrazzo im Eingangsbereich, bleiverglaste Treppenhausfenster, baugeschichtlich von Bedeutung | 09262007 |
|                                         | Mietshaus in geschlossener Bebauung, mit Vorgarten | Emmausstraße 5 (Karte) | 1910/1915 (Mietshaus) | Putzfassade, Holzloggien, Terrazzo und Reliefs im Eingangsbereich, bleiverglaste Treppenhausfenster, baugeschichtlich von Bedeutung | 09262008 |
| Direkt Bild zu diesem Denkmal hochladen | Mietshaus in geschlossener Bebauung, mit Vorgarten | Emmausstraße 7 (Karte) | 1910/1915 (Mietshaus) | Putzfassade, Kastenerker in Holz, baugeschichtlich von Bedeutung | 09262009 |
| Weitere Bilder                          | Mietshaus in geschlossener Bebauung in Ecklage, mit Vorgarten | Emmausstraße 9 (Karte) | 1910/1915 (Mietshaus) | Putzfassade, Standerker in Holz, baugeschichtlich von Bedeutung | 09262010 |
| Weitere Bilder                          | Mehrfamilienhäuser einer Wohnanlage, mit Vorgärten | Emmausstraße 11; 13; 15; 17 (Karte) | bezeichnet 1939 (Mehrfamilienwohnhaus) | Putzfassade im traditionalistischen Stil, Nummer 11 und 17 mit Reliefs aus Porphyrbeton, siehe auch Engelmannstraße 2/2a und Cunnersdorfer Straße 1, baugeschichtlich von Bedeutung | 09262016 |
|                                         | Mietshaus in geschlossener Bebauung mit Vorgarten | Engelmannstraße 1 (Karte) | 1910/1915 (Mietshaus) | Putzfassade mit Putzgliederung und Reliefs, Erker, im Reformstil, baugeschichtlich von Bedeutung | 09262011 |
| Weitere Bilder                          | Mehrfamilienhäuser einer Wohnanlage, mit Vorgarten | Engelmannstraße 2; 2a (Karte) | bezeichnet 1938 (Mehrfamilienwohnhaus) | Putzfassade im traditionalistischen Stil, siehe auch Emmausstraße 11-17 und Cunnersdorfer Straße 1, baugeschichtlich von Bedeutung | 09262015 |
|                                         | Mietshaus in geschlossener Bebauung, mit Vorgarten | Engelmannstraße 3 (Karte) | 1910/1915 (Mietshaus) | Putzfassade mit sparsamem Stuckdekor, Reformstil-Architektur, baugeschichtlich von Bedeutung | 09262012 |
| Weitere Bilder                          | Doppelmietshaus in geschlossener Bebauung, mit Vorgarten | Engelmannstraße 4; 6 (Karte) | 1910/1915 (Doppelmietshaus) | Putzfassade, Schablonenmalerei im Treppenhaus Nummer 4, baugeschichtlich von Bedeutung | 09262014 |
| Direkt Bild zu diesem Denkmal hochladen | Innenausstattung eines Mietshauses | Engelmannstraße 5 (Karte) | 1911/1912 (Ausstattung) | bemerkenswerte Ausstattung, Haustür mit Oberlicht, Stuck im Eingangsbereich, bleiverglaste Treppenhausfenster, Treppenhaus mit Wohnungs- und AWC-Türen, baugeschichtlich von Bedeutung Denkmaltext Im Januar 1911 Bauantrag für ein Wohngebäude nebst Waschküche durch den Tischler Reinhold Rasch in Leipzig-Schleußig, Ausführung durch Ferdinand Hassler bis Februar des Folgejahres. Anfertigung der Pläne durch den Architekten Otto Schmidt mit zwei Wohnungen je Etage und einer Wohneinheit im Dachgeschoss. Der an der Formensprache der Renaissance orientierte Fassadenentwurf mit reich gegliederter Fassade und großem Zwerchhaus mit geschweiftem Giebel. Wohl 1959 Neuverputz des Hauses und dabei starke Reduktion der Schmuckformen, lediglich Aufnahme der reichen Ausstattung in die Aufstellung der Kulturdenkmale des Freistaates Sachsen im Rahmen der Schnellerfassung in den 1990er Jahren. Bauantrag für Heizungseinbau und Sanierung 1994, im Dezember 1995 Bauvorbescheid für Dachgeschossausbau. LfD/2007 | 09261099 |
|                                         | Mehrfamilienhaus einer Wohnanlage, mit Vorgarten | Engelmannstraße 8 (Karte) | 1931 (Mehrfamilienwohnhaus) | zugehörig zur Wohnanlage Plaußiger Straße 14-18, mit Grünfläche vor den Eckbauten, Putzfassade, baugeschichtlich von Bedeutung | 09262254 |
|                                         | Mietshaus in geschlossener Bebauung in Ecklage, mit Vorgarten | Engelmannstraße 10 (Karte) | um 1915 (Mietshaus) | ehemals mit Eckladen, Putzfassade, Stuck und Malerei im Eingangsbereich, einfache Treppenhausfenster mit farbiger Verglasung, im Reformstil, baugeschichtlich von Bedeutung | 09262205 |
|                                         | Mietshaus in geschlossener Bebauung, mit Vorgarten | Engelmannstraße 11 (Karte) | um 1912 (Mietshaus) | mit Laden, Putzfassade, stilistisch zwischen Historismus und Reformstil, baugeschichtlich von Bedeutung | 09261957 |
|                                         | Mietshaus in geschlossener Bebauung, mit Vorgarten | Engelmannstraße 14 (Karte) | um 1912 (Mietshaus) | Putzfassade, Haustür mit geschliffenen Scheiben, bleiverglaste Treppenhausfenster, im Reformstil, baugeschichtlich von Bedeutung | 09262206 |
|                                         | Mehrfamilienhaus einer Wohnanlage, mit Vorgarten und seitlicher Toreinfahrt | Engelmannstraße 16 (Karte) | bezeichnet 1931 (Mehrfamilienwohnhaus) | dazugehörig Mietshauszeile Rüdigerstraße 6/7/8, Putzfassade, über dem Hauseingang Putzrelief »Winter«, baugeschichtlich von Bedeutung | 09262207 |
| Direkt Bild zu diesem Denkmal hochladen | Straßenbrücke | Geithainer Straße (Karte) | 1903–1904 | Ortsbildprägende Pendelstützenbrücke zur Überführung des Gemeindeweges Stünz-Engelsdorf über die Bahnstrecke Leipzig–Geithain (sä. LG, Streckennummer 6366) bei Streckenkilometer 5,948, heute Fußgänger- und Fahrradbrücke, als Pendelstützenbrücke schiefwinkliger Konstruktion und mit Pendelstützen aus Quadranteisen von großem Seltenheitswert sowie von besonderer bau-, konstruktions- und technikgeschichtlicher Bedeutung, ortsgeschichtlich von Wert | 09307049 |
| Direkt Bild zu diesem Denkmal hochladen | Stellwerk | Geithainer Straße (Karte) | um 1890 (Stellwerk) | Klinkerfassade, eisenbahngeschichtlich von Bedeutung | 09262266 |
| Direkt Bild zu diesem Denkmal hochladen | Stellwerk mit angebautem Verwaltungs- und Sozialgebäude | Geithainer Straße 85 (bei) (Karte) | um 1900 (Stellwerk) | Klinkerfassade, baugeschichtlich und eisenbahngeschichtlich von Bedeutung | 09262267 |
| Direkt Bild zu diesem Denkmal hochladen | Doppelmietshaus in offener Bebauung, mit Vorgarten | Geithainer Straße 89; 91 (Karte) | 1905/1910 (Doppelmietshaus) | Putz-Klinker-Fassade, Eisenbahner-Wohnhäuser, baugeschichtlich von Bedeutung | 09262295 |
| Direkt Bild zu diesem Denkmal hochladen | Doppelmietshaus in offener Bebauung, mit Vorgarten | Geithainer Straße 93; 95 (Karte) | 1905/1910 (Doppelmietshaus) | Putz-Klinker-Fassade, Eisenbahner-Wohnhäuser, baugeschichtlich von Bedeutung | 09262294 |
| Weitere Bilder                          | Handschwengelpumpe mit Brunnenschacht und Abdeckplatte | Julius-Krause-Straße (Karte) | vor 1910 (Handschwengelpumpe) | vor Nummer 36/38, Typ Gotik, ortsgeschichtlich von Bedeutung | 09294845 |
| Direkt Bild zu diesem Denkmal hochladen | Mietvilla mit Anbau sowie Toreinfahrt und Garten | Julius-Krause-Straße 8 (Karte) | um 1905 (Mietvilla) | Putzfassade mit Stuck- und Klinkergliederung, im Landhausstil, baugeschichtlich von Bedeutung | 09294705 |
| Direkt Bild zu diesem Denkmal hochladen | Wohnhaus in offener Bebauung | Julius-Krause-Straße 29 (Karte) | 1876 (Wohnhaus) | alte Ortslage Stünz, Putzfassade, als ehemalige Schmiede von besonderem ortsgeschichtlichen und baugeschichtlichem Wert, bemerkenswerte Lage im alten Stünzer Ortskern Denkmaltext 1876 wurde für das Grundstück die Errichtung einer Schmiedewerkstatt beantragt und im Mai um die Einrichtung einer Schweineschlachterei nachgesucht. Antragsteller war der Stünzer Schmiedemeister Friedrich August Lips. Spätere Besitzer des Grundstücks waren u. a. Emilie Sophie verw. Hecht geb. Hornig, Johann Friedrich Albert Witholz und Kurt Stockhans. Am 26. September 1952 erfolgte die Einreichung von Plänen für einen Umbau durch Schmiedemeister Erich Fiebelkorn, Entwurf und Bauleitung übernahm Architekt Horst Neider (Fertigstellung Juni 1953). Ortsgeschichtlich von Interesse ist der Umstand, dass die Schmiede die erste Adresse für Bauern und Gewerbetreibende nicht nur aus Stünz, sondern auch für Kunden aus Sellerhausen und Paunsdorf war. 1952 gar beabsichtigte der VDGB die Übernahme des Grundstücks und die Gewährleistung der Weiterbetreibung. Der Wohn- und gewerblichen Zwecken dienende Ziegelbau mit einfacher Putzfassade und Ziegeldach. Im Erdgeschoss ehemals Stube, Verkaufsladen, Hausflur und Küche, darüber liegend weitere Wohnräume. Angrenzend die Schmiederei und ein Schuppen mit Abort und Schweineställen. Orts- und baugeschichtlicher Wert. LfD/2011 | 09262242 |
| Direkt Bild zu diesem Denkmal hochladen | Ballsaal eines Gasthofes | Julius-Krause-Straße 30 (Karte) | um 1880 (Ballsaal) | alte Ortslage Stünz, ehemals Putzfassade mit feiner Putzgliederung, im Innern mit Säulen und reichem Stuck, baugeschichtlich und ortsgeschichtlich von Bedeutung | 09262243 |
| Direkt Bild zu diesem Denkmal hochladen | Wohnhaus | Julius-Krause-Straße 36 (Karte) | 19. Jh. (Wohnhaus) | alte Ortslage Stünz, eingeschossiger Putzbau, Teil der alten Dorfstruktur, sozialgeschichtlich von Bedeutung | 09262236 |
| Weitere Bilder                          | Wohnhaus und Seitengebäude eines Bauernhofes, mit Einfriedung und Toreinfahrt zum Stünzer Park (Volkshain)                                                                                               | Julius-Krause-Straße 38 (Karte) | bezeichnet 1893 (Bauernhaus) | alte Ortslage Stünz, repräsentatives Wohnhaus der Gründerzeit, Klinkerfassade, Stuck und Deckenausmalung im Speisezimmer, baugeschichtlich und ortsgeschichtlich von Bedeutung | 09291024 |
|                                         | Wohnhaus, drei Seitengebäude, Scheune und Pflasterung eines Bauernhofes | Julius-Krause-Straße 39 (Karte) | 19. Jh. (Bauernhaus) | alte Ortslage Stünz, Wohnhaus vermutlich Fachwerk im Obergeschoss, Stallgebäude mit Putzfassade, baugeschichtlich und ortsentwicklungsgeschichtlich von Bedeutung | 09262241 |
| Direkt Bild zu diesem Denkmal hochladen | Wohnhaus, Toreinfahrt (mit Pforte), Seitengebäude und zwei Scheunen eines Bauernhofes | Julius-Krause-Straße 45 (Karte) | 19. Jh. (Bauernhaus) | alte Ortslage Stünz, am Dorfplatz, Wohnhaus Putzbau mit Krüppelwalmdach, Toranlage mit Sandsteinpfeilern, Seitengebäude Klinkerbau, Scheunen Lehmbauten, baugeschichtlich und ortsentwicklungsgeschichtlich von Bedeutung | 09262234 |
| Direkt Bild zu diesem Denkmal hochladen | Mietshaus in halboffener Bebauung, mit Vorgarten | Karl-Blechen-Straße 1 (Karte) | um 1912 (Mietshaus) | Putzfassade, bauliche Einheit mit Nummer 3 und 5, im Reformstil, baugeschichtlich von Bedeutung | 09294532 |
| Direkt Bild zu diesem Denkmal hochladen | Mehrfamilienhaus einer Wohnanlage, mit Vorgarten und Einfriedung | Karl-Blechen-Straße 1a (Karte) | um 1930 (Mietshaus) | Putzfassade, Treppenhausrisalit mit Turmabschluss, bleiverglaste Treppenhausfenster, im traditionalistischen Stil, baugeschichtlich von Bedeutung | 09262156 |
| Direkt Bild zu diesem Denkmal hochladen | Mietshauszeile in offener Bebauung, mit Vorgarten | Karl-Blechen-Straße 2; 4; 6 (Karte) | um 1912 (Mietshausgruppe) | Putzfassade, Nummer 4 mit Reliefs im Eingangsbereich, Reformstil-Architektur, baugeschichtlich von Bedeutung | 09262159 |
| Direkt Bild zu diesem Denkmal hochladen | Mietshaus in geschlossener Bebauung, mit Vorgarten und rückseitigem Wäschetrockenplatz | Karl-Blechen-Straße 3 (Karte) | um 1912 (Mietshaus) | Putzfassade, bauliche Einheit mit Nummer 1 und 5, im Reformstil, baugeschichtlich von Bedeutung | 09262157 |
| Direkt Bild zu diesem Denkmal hochladen | Mietshaus in halboffener Bebauung, mit Vorgarten | Karl-Blechen-Straße 5 (Karte) | um 1912 (Mietshaus) | Putzfassade, bauliche Einheit mit Nummer 1 und 3, im Reformstil, baugeschichtlich von Bedeutung | 09294538 |
| Direkt Bild zu diesem Denkmal hochladen | Mehrfamilienhaus einer Wohnanlage, mit Vorgarten | Karl-Blechen-Straße 7 (Karte) | um 1930 (Mietshaus) | Putzfassade, Treppenhausfenster mit Resten farbiger Bleiverglasung, Schablonenmalerei im Treppenhaus, im traditionalistischen Stil, baugeschichtlich von Bedeutung | 09262158 |
| Direkt Bild zu diesem Denkmal hochladen | Mehrfamilienhäuser einer Wohnanlage, mit Vorgarten, seitlicher Einfriedung und Wäschetrockenplatz im Hof                                                                                                 | Karl-Blechen-Straße 8; 10; 12 (Karte) | um 1930 (Wohnblock) | Putzfassade, Haustür mit Klinkerrahmungen, im traditionalistischen Stil, baugeschichtlich von Bedeutung | 09262168 |
| Weitere Bilder                          | Eisenbahnunterführung für Fußgänger | Karl-Härting-Straße (Karte) | 1874-1878 (Wegeunterführung) | nähe Volkshain Stünz, in Verlängerung der Karl-Härting-Straße, neben dem Fußweg durchfließt die Östliche Rietzschke den Tunnel, baugeschichtlich von Bedeutung | 09262233 |
| Direkt Bild zu diesem Denkmal hochladen | Wohnhaus in offener Bebauung, mit rückwärtigem Anbau | Karl-Härting-Straße 1 (Karte) | um 1905 (Wohnhaus) | Putzfassade mit roter Klinkergliederung, Kellerfenstergitter, baugeschichtlich und ortsentwicklungsgeschichtlich von Bedeutung | 09262252 |
| Direkt Bild zu diesem Denkmal hochladen | Mietshaus in geschlossener Bebauung | Karl-Härting-Straße 2 (Karte) | um 1900 (Mietshaus) | Putz-Klinker-Fassade, baugeschichtlich von Bedeutung | 09294701 |
| Direkt Bild zu diesem Denkmal hochladen | Mietshaus in geschlossener Bebauung | Karl-Härting-Straße 4 (Karte) | um 1900 (Mietshaus) | mit Tordurchfahrt, Klinkerfassade, baugeschichtlich von Bedeutung | 09262217 |
| Direkt Bild zu diesem Denkmal hochladen | Mietshaus in halboffener Bebauung und Schornstein im Hof | Karl-Härting-Straße 5 (Karte) | um 1905 (Mietshaus) | mit Tordurchfahrt, Klinkerfassade, Schablonenmalerei im Treppenhaus, geätzte Treppenhausfenster, Malerei in der Tordurchfahrt, baugeschichtlich von Bedeutung | 09262248 |
| Direkt Bild zu diesem Denkmal hochladen | Mietshaus in geschlossener Bebauung | Karl-Härting-Straße 6 (Karte) | um 1900 (Mietshaus) | mit Hausdurchgang, Klinkerfassade, Stuck im Hausdurchgang, baugeschichtlich von Bedeutung | 09262218 |
| Direkt Bild zu diesem Denkmal hochladen | Mietshaus in geschlossener Bebauung | Karl-Härting-Straße 7 (Karte) | bezeichnet 1906 (Mietshaus) | mit Laden, Ladenfront original, Klinkerfassade, baugeschichtlich von Bedeutung | 09262249 |
| Direkt Bild zu diesem Denkmal hochladen | Mietshaus in geschlossener Bebauung | Karl-Härting-Straße 8 (Karte) | um 1900 (Mietshaus) | Klinkerfassade, Stuck im Eingangsbereich, baugeschichtlich von Bedeutung | 09262219 |
| Direkt Bild zu diesem Denkmal hochladen | Mietshaus in geschlossener Bebauung | Karl-Härting-Straße 9 (Karte) | um 1905 (Mietshaus) | mit Tordurchfahrt, Klinkerfassade, baugeschichtlich von Bedeutung | 09262250 |
| Direkt Bild zu diesem Denkmal hochladen | Mietshaus in geschlossener Bebauung | Karl-Härting-Straße 10 (Karte) | um 1900 (Mietshaus) | Klinkerfassade, Stuck im Eingangsbereich, baugeschichtlich von Bedeutung | 09262220 |
| Direkt Bild zu diesem Denkmal hochladen | Mietshaus in geschlossener Bebauung | Karl-Härting-Straße 11 (Karte) | um 1904 (Mietshaus) | Klinkerfassade, Stuck im Eingangsbereich, baugeschichtlich von Bedeutung | 09262251 |
| Direkt Bild zu diesem Denkmal hochladen | Mietshaus in geschlossener Bebauung und Nebengebäude im Hof | Karl-Härting-Straße 12 (Karte) | um 1900 (Mietshaus) | Klinkerfassade, Stuckkehle und Stuckrosette im Eingangsbereich, baugeschichtlich von Bedeutung | 09262221 |
| Direkt Bild zu diesem Denkmal hochladen | Mietshaus in halboffener Bebauung in Ecklage | Karl-Härting-Straße 13 (Karte) | 1898/1899 (Mietshaus) | Klinkerfassade, Deckenstuck im Eingangsbereich und in den Wohnungen, Wandbilder im Eingangsbereich, baugeschichtlich von Bedeutung | 09299260 |
| Direkt Bild zu diesem Denkmal hochladen | Mietshaus in geschlossener Bebauung | Karl-Härting-Straße 14 (Karte) | um 1895 (Mietshaus) | Putzfassade, Stuck im Eingangsbereich und Reste von Schablonenmalerei, baugeschichtlich von Bedeutung | 09262222 |
| Direkt Bild zu diesem Denkmal hochladen | Mietshaus in halboffener Bebauung | Karl-Härting-Straße 15 (Karte) | um 1900 (Mietshaus) | Klinkerfassade, eine originale Lampe und Putzgliederung im Eingangsbereich, baugeschichtlich von Bedeutung | 09262237 |
| Weitere Bilder                          | Mietshaus in geschlossener Bebauung in Ecklage | Karl-Härting-Straße 16 (Karte) | um 1902 (Mietshaus) | ehemals mit Eckladen, Putz-Klinker-Fassade mit weißen Verblendziegeln, Stuck im Eingangsbereich, baugeschichtlich von Bedeutung | 09262223 |
| Direkt Bild zu diesem Denkmal hochladen | Mietshaus in halboffener Bebauung | Karl-Härting-Straße 17 (Karte) | um 1905 (Mietshaus) | mit Tordurchfahrt, Klinkerfassade, preußische Kappe in der Tordurchfahrt, baugeschichtlich von Bedeutung | 09262238 |
| Direkt Bild zu diesem Denkmal hochladen | Mietshaus in geschlossener Bebauung | Karl-Härting-Straße 18 (Karte) | um 1900 (Mietshaus) | Klinkerfassade, Stuck im Eingangsbereich, baugeschichtlich von Bedeutung | 09262225 |
| Direkt Bild zu diesem Denkmal hochladen | Mietshaus in geschlossener Bebauung | Karl-Härting-Straße 20 (Karte) | um 1900 (Mietshaus) | mit Tordurchfahrt, Klinkerfassade, vier Jalousieblenden, baugeschichtlich von Bedeutung | 09262226 |
| Direkt Bild zu diesem Denkmal hochladen | Mietshaus in geschlossener Bebauung | Karl-Härting-Straße 22 (Karte) | 1899-1900 (Mietshaus) | mit Tordurchfahrt und Laden, Klinkerfassade, baugeschichtlich von Bedeutung Denkmaltext Ein Bäckereigebäude im Hof entstand gleichzeitig mit dem Vorderwohngebäude 1899-1900 im Auftrag des Zimmermeisters Ernst Fiedler, Entwurf, Ausführung und die statischen Berechnungen übernahm Architekt Max Todt. Der Waschhausanbau wurde 1914 von Bäckermeister Ernst Wilhelm Zeibig veranlasst. In jeder Etage kamen zwei unterschiedlich große Wohnungen zur Einrichtung, im Erdgeschoss neben einer Kleinstwohnung auch eine mit integriertem Laden. Sichtklinkermauerwerk zeigen der Sockelbereich und die oberen Stockwerke, das Parterre ist verputzt. Putz- und Kunststeingliederungen fassen den historistischen Stuckdekor, unter anderem Gaffköpfe, Palmetten, Akanthusblätter, die beiden jeweils äußeren Fensterachsen sind gekoppelt und rahmen die drei mittleren Gebäudeachsen. Erwähnenswert sind neben der prachtvollen Traufzone drei schmiedeeiserne Maueranker. Noch unsaniert präsentierte sich das Haus im Oktober 2009 mit weitgehend erhaltener Ausstattung sowie einigen Jalousieblechen. 2017 stürzte das Hintergebäude ein und wurde als Abbruch vermerkt, Sanierungsbeginn für das Vorderhaus im Frühjahr 2019. Das Gebäude mit der reich gestalteten Fassadenfront besitzt einen baugeschichtlichen Wert. LfD/2017, 2019 | 09262227 |
| Direkt Bild zu diesem Denkmal hochladen | Mietshaus in geschlossener Bebauung | Karl-Härting-Straße 24 (Karte) | um 1900 (Mietshaus) | mit Hausdurchgang, Klinkerfassade, baugeschichtlich von Bedeutung | 09262228 |
| Direkt Bild zu diesem Denkmal hochladen | Mietshaus in geschlossener Bebauung | Karl-Härting-Straße 26 (Karte) | um 1900 (Mietshaus) | Klinkerfassade, Stuck im Eingangsbereich, geätzte Treppenhausfenster, Dokument gründerzeitlicher Stadterweiterung, baugeschichtlich von Bedeutung | 09262229 |
|                                         | Mietshaus in geschlossener Bebauung | Karl-Härting-Straße 28 (Karte) | um 1902 (Mietshaus) | Klinkerfassade, Kellerfenstergitter, baugeschichtlich von Bedeutung | 09262230 |
| Direkt Bild zu diesem Denkmal hochladen | Mietshaus in halboffener Bebauung | Karl-Härting-Straße 30 (Karte) | um 1905 (Mietshaus) | Putzfassade, Haustür mit bleiverglastem Oberlicht, baugeschichtlich von Bedeutung | 09262231 |
| Weitere Bilder                          | Villa mit Villengarten | Karl-Härting-Straße 32 (Karte) | um 1905 (Villa) | repräsentative Klinkerfassade, im Stil des Historismus, Villa des Karl Gottfried Härting (1844-1908), Gutsbesitzer und Gemeindevorstand von Stünz, ortshistorisch und baugeschichtlich von Bedeutung | 09262232 |
| Direkt Bild zu diesem Denkmal hochladen | Mehrfamilienhaus einer Wohnanlage, mit Vorgarten | Lamprechtstraße 1; 3; 5 (Karte) | um 1930 (Wohnblock) | Putzfassade, im traditionalistischen Stil, baugeschichtlich von Bedeutung | 09262701 |
| Direkt Bild zu diesem Denkmal hochladen | Eisenbahnbrücke Liselotte-Herrmann-Straße | Liselotte-Herrmann-Straße 7 (bei) (Karte) | 1875 (Eisenbahnbrücke) | Eisenbahnbrücke; über die verlängerte Bernhardstraße, Strecke 6361 Leipzig-Hbf/Connewitz (Kilometer 4109, Gewölbe), eisenbahngeschichtlich und verkehrsgeschichtlich von Bedeutung | 09292472 |
| Direkt Bild zu diesem Denkmal hochladen | Metall-Relief an der Turnhalle der Hans-Christian-Andersen-Schule | Louis-Fürnberg-Straße 2 (Karte) | 1967 | Flachstahlarbeit am Westgiebel der Sporthalle mit dem Titel „Ballspiel“ von dem Künstler Günter Thiele, künstlerisch von Bedeutung | 09307316 |
| Direkt Bild zu diesem Denkmal hochladen | Mietshaus in geschlossener Bebauung | Macherner Straße 4 (Karte) | um 1915 (Mietshaus) | Putzfassade, schöne Treppenhausfenster, Reformstil-Architektur, baugeschichtlich von Bedeutung | 09290715 |
|                                         | Mietshaus in geschlossener Bebauung | Macherner Straße 8 (Karte) | 1913-1914 (Mietshaus) | Putzfassade, bleiverglaste Treppenhausfenster, Reformstil-Architektur, baugeschichtlich von Bedeutung Denkmaltext Im November 1913 reichte der Baumeister Ernst Paul Arnold als Unternehmer, Ausführender und Bauleiter Pläne für die Errichtung eines Wohnhauses ein. Der klassische Zweispänner besaß bereits keine Toiletten mehr über die Treppe und sollte auch eine kleine Mieteinheit im Dachgeschoss bekommen. Neben einer Wohnung im Erdgeschoss erfolgte die Einrichtung einer Ladenwohnung, der Verkaufsbereich wurde 1960/1961 durch die Grundstücksverwaltung Franz Fuß zu Wohnzwecken umgebaut (Architekt und Baumeister Walter Kund). Die Schlussprüfung des viergeschossigen Hauses erfolgte im Sommer 1914 und gelangte 1917 nach Zwangsversteigerung in die Hände des Bäckermeisters Gustav Robert Aßmann. Eine Sanierung erfolgte 2014. Prägend zeigen sich ein Sandsteinquadersockel, das Zwerchhaus und der Hauseingang und Treppenhaus einbeziehende Mittelrisalit. Putzstrukturen sowie eine Rahmung der Hauseingangstür aus Sandstein gliedern die Reformstilfassade, die ihre Wirkung insbesondere als Bestandteil eines Mietshausensembles im geschwungenen Straßenverlauf bezieht, zumal die gegenüberliegende Seite wegen der Bahngleise keine Bebauung besitzt. Geschmackvoll und zeittypisch zeigt sich die weitgehend überkommene Ausstattung, wenig vorteilhaft wirken die neueren Fenster. LfD/2014, 2016 | 09262277 |
| Weitere Bilder                          | Mehrfamilienhäuser einer Wohnanlage | Macherner Straße 10; 12 (Karte) | bezeichnet 1936 (Doppelmietshaus) | Wohnhausgruppe (mit Püchauer Straße 1-3) des Bauvereins zur Schaffung preiswerter Wohnungen in Leipzig, Putzfassade, sozialgeschichtlich und städtebaulich von Bedeutung | 09294383 |
| Weitere Bilder                          | Einzeldenkmal o. g. Sachgesamtheit: Doppelmietshaus in offener Bebauung in Ecklage (siehe auch Sachgesamtheitsdokument - Obj. 09305738, Ostheimstraße 1a, 1b)                                            | Ostheimstraße 1a; 1b (Karte) | 1905-1906 (Doppelwohnhaus) | mit Eckladen und Laden, Putzfassade, eine Ladenfront original, baugeschichtlich und sozialhistorisch von Bedeutung | 09262174 |
| Direkt Bild zu diesem Denkmal hochladen | Sachgesamtheit Ostheimsiedlung, mit folgenden Einzeldenkmalen: 19 Doppelmietshäuser (mit den Einzeldenkmaldokumenten Nr. 1a, 1b - Obj. 09262174, Nr. 2a, 2b - Obj. 09262175, Nr. 3a                      | Ostheimstraße 1a; 1b; 2a; 2b; 3a; 3b; 4a; 4b; 5a; 5b; 6a; 6b; 7a; 7b; 8a; 8b; 9a; 9b; 10a; 10b; 11a; 11b; 12a; 12b; 13a; 13b; 14a; 14b; 15a; 15b; 16a; 16b; 17a; 17b; 18a; 18b; 20a; 20b (Karte) | 1903-1904 (Siedlung) | 3b - Objekt 09262178, Nummer 4a, 4b - Objekt 09262195, Nummer 5a, 5b - Objekt 09262179, Nummer 6a, 6b - Objekt 09262194, Nummer 7a, 7b - Objekt 09262180, Nummer 8a, 8b - Objekt 09262193, Nummer 9a, 9b - Objekt 09262182, Nummer 10a, 10b - Objekt 09262192, Nummer 11a, 11b - Objekt 09262183, Nummer 12a, 12b - Objekt 09262191, Nummer 13a, 13b - Objekt 09262184, Nummer 14a, 14b - Objekt 09262190, Nummer 15a, 15b - Objekt 09262185, Nummer 16a, 16b - Objekt 09262189, Nummer 17a, 17b - Objekt 09262186, Nummer 18a, 18b - Objekt 09262188, Nummer 20a, 20b - Objekt 09262187) sowie Stadt- und Siedlungsgrün, ortsentwicklungsgeschichtlich, baugeschichtlich und sozialhistorisch von Bedeutung | 09305738 |
| Weitere Bilder                          | Einzeldenkmal o. g. Sachgesamtheit: Doppelmietshaus in offener Bebauung in Ecklage (siehe auch Sachgesamtheitsdokument - Obj. 09305738, Ostheimstraße 1a, 1b)                                            | Ostheimstraße 2a; 2b (Karte) | 1898-1906 (Doppelwohnhaus) | mit Läden, Klinker-Putz-Fassade, Ladenfront original, baugeschichtlich und sozialhistorisch von Bedeutung | 09262175 |
| Direkt Bild zu diesem Denkmal hochladen | Einzeldenkmal o. g. Sachgesamtheit: Doppelmietshaus in offener Bebauung (siehe auch Sachgesamtheitsdokument - Obj. 09305738, Ostheimstraße 1a, 1b)                                                       | Ostheimstraße 3a; 3b (Karte) | 1898-1899 (Doppelmietshaus) | Putzfassade, baugeschichtlich und sozialhistorisch von Bedeutung | 09262178 |
|                                         | Einzeldenkmal o. g. Sachgesamtheit: Doppelmietshaus in offener Bebauung (siehe auch Sachgesamtheitsdokument - Obj. 09305738, Ostheimstraße 1a, 1b)                                                       | Ostheimstraße 4a; 4b (Karte) | 1898-1899 (Doppelwohnhaus) | Putzfassade, baugeschichtlich und sozialhistorisch von Bedeutung | 09262195 |
| Direkt Bild zu diesem Denkmal hochladen | Einzeldenkmal o. g. Sachgesamtheit: Doppelmietshaus in offener Bebauung (siehe auch Sachgesamtheitsdokument - Obj. 09305738, Ostheimstraße 1a, 1b)                                                       | Ostheimstraße 5a; 5b (Karte) | 1898-1899 (Doppelwohnhaus) | Putzfassade, baugeschichtlich und sozialhistorisch von Bedeutung | 09262179 |
| Direkt Bild zu diesem Denkmal hochladen | Einzeldenkmal o. g. Sachgesamtheit: Doppelmietshaus in offener Bebauung (siehe auch Sachgesamtheitsdokument - Obj. 09305738, Ostheimstraße 1a, 1b)                                                       | Ostheimstraße 6a; 6b (Karte) | 1898-1899 (Doppelwohnhaus) | Putzfassade, baugeschichtlich und sozialhistorisch von Bedeutung | 09262194 |
| Direkt Bild zu diesem Denkmal hochladen | Einzeldenkmal o. g. Sachgesamtheit: Doppelmietshaus in halboffener Bebauung und kleiner Verbindungsbau zu Nr. 9b mit Türmchen (siehe auch Sachgesamtheitsdokument - Obj. 09305738, Ostheimstraße 1a, 1b) | Ostheimstraße 7a; 7b (Karte) | 1898-1899 (Doppelwohnhaus), 1899-1901 (Saal)                                                                                              | Putzfassade, baugeschichtlich und sozialhistorisch von Bedeutung | 09262180 |
| Direkt Bild zu diesem Denkmal hochladen | Einzeldenkmal o. g. Sachgesamtheit: Doppelmietshaus in offener Bebauung (siehe auch Sachgesamtheitsdokument - Obj. 09305738, Ostheimstraße 1a, 1b)                                                       | Ostheimstraße 8a; 8b (Karte) | 1898-1899 (Doppelwohnhaus) | Putzfassade, baugeschichtlich und sozialhistorisch von Bedeutung | 09262193 |
| Direkt Bild zu diesem Denkmal hochladen | Einzeldenkmal o. g. Sachgesamtheit: Doppelmietshaus in halboffener Bebauung und Verbindungsbau zu Nr. 7a (siehe auch Sachgesamtheitsdokument - Obj. 09305738, Ostheimstraße 1a, 1b)                      | Ostheimstraße 9a; 9b (Karte) | 1899-1900 (Doppelwohnhaus) | Klinkerfassade, Verbindungsbau zu Nummer 7a mit Türmchen, baugeschichtlich und sozialhistorisch von Bedeutung | 09262182 |
| Direkt Bild zu diesem Denkmal hochladen | Einzeldenkmal o. g. Sachgesamtheit: Doppelmietshaus in offener Bebauung (siehe auch Sachgesamtheitsdokument - Obj. 09305738, Ostheimstraße 1a, 1b)                                                       | Ostheimstraße 10a; 10b (Karte) | 1899-1900 (Doppelwohnhaus) | Putz-Klinker-Fassade, baugeschichtlich und sozialhistorisch von Bedeutung | 09262192 |
| Direkt Bild zu diesem Denkmal hochladen | Einzeldenkmal o. g. Sachgesamtheit: Doppelmietshaus in offener Bebauung (siehe auch Sachgesamtheitsdokument - Obj. 09305738, Ostheimstraße 1a, 1b)                                                       | Ostheimstraße 11a; 11b (Karte) | 1900 (Doppelwohnhaus) | Putz-Klinker-Fassade, baugeschichtlich und sozialhistorisch von Bedeutung | 09262183 |
| Direkt Bild zu diesem Denkmal hochladen | Einzeldenkmal o. g. Sachgesamtheit: Doppelmietshaus in offener Bebauung (siehe auch Sachgesamtheitsdokument - Obj. 09305738, Ostheimstraße 1a, 1b)                                                       | Ostheimstraße 12a; 12b (Karte) | 1900 (Doppelwohnhaus) | Putz-Klinker-Fassade, baugeschichtlich und sozialhistorisch von Bedeutung | 09262191 |
|                                         | Einzeldenkmal o. g. Sachgesamtheit: Doppelmietshaus in offener Bebauung (siehe auch Sachgesamtheitsdokument - Obj. 09305738, Ostheimstraße 1a, 1b)                                                       | Ostheimstraße 13a; 13b (Karte) | 1900-1901 (Doppelwohnhaus) | Klinker-Putz-Fassade, baugeschichtlich und sozialhistorisch von Bedeutung | 09262184 |
| Direkt Bild zu diesem Denkmal hochladen | Einzeldenkmal o. g. Sachgesamtheit: Doppelmietshaus in offener Bebauung (siehe auch Sachgesamtheitsdokument - Obj. 09305738, Ostheimstraße 1a, 1b)                                                       | Ostheimstraße 14a; 14b (Karte) | 1900-1901 (Doppelwohnhaus) | Klinker-Putz-Fassade, baugeschichtlich und sozialhistorisch von Bedeutung | 09262190 |
| Direkt Bild zu diesem Denkmal hochladen | Einzeldenkmal o. g. Sachgesamtheit: Doppelmietshaus in offener Bebauung (siehe auch Sachgesamtheitsdokument - Obj. 09305738, Ostheimstraße 1a, 1b)                                                       | Ostheimstraße 15a; 15b (Karte) | 1903-1904 (Doppelwohnhaus) | Putz-Klinker-Fassade, baugeschichtlich und sozialhistorisch von Bedeutung | 09262185 |
| Direkt Bild zu diesem Denkmal hochladen | Einzeldenkmal o. g. Sachgesamtheit: Doppelmietshaus in offener Bebauung (siehe auch Sachgesamtheitsdokument - Obj. 09305738, Ostheimstraße 1a, 1b)                                                       | Ostheimstraße 16a; 16b (Karte) | 1902-1903 (Doppelwohnhaus) | Putz-Klinker-Fassade, baugeschichtlich und sozialhistorisch von Bedeutung | 09262189 |
| Direkt Bild zu diesem Denkmal hochladen | Einzeldenkmal o. g. Sachgesamtheit: Doppelmietshaus in offener Bebauung (siehe auch Sachgesamtheitsdokument - Obj. 09305738, Ostheimstraße 1a, 1b)                                                       | Ostheimstraße 17a; 17b (Karte) | 1904 (Doppelwohnhaus) | Klinkerfassade, baugeschichtlich und sozialhistorisch von Bedeutung | 09262186 |
| Direkt Bild zu diesem Denkmal hochladen | Einzeldenkmal o. g. Sachgesamtheit: Doppelmietshaus in offener Bebauung (siehe auch Sachgesamtheitsdokument - Obj. 09305738, Ostheimstraße 1a, 1b)                                                       | Ostheimstraße 18a; 18b (Karte) | 1903 (Doppelwohnhaus) | Klinker-Putz-Fassade, baugeschichtlich und sozialhistorisch von Bedeutung | 09262188 |
| Direkt Bild zu diesem Denkmal hochladen | Einzeldenkmal o. g. Sachgesamtheit: Doppelmietshaus in offener Bebauung (siehe auch Sachgesamtheitsdokument - Obj. 09305738, Ostheimstraße 1a, 1b)                                                       | Ostheimstraße 20a; 20b (Karte) | 1903-1904 (Doppelwohnhaus) | Putz-Klinker-Fassade, baugeschichtlich und sozialhistorisch von Bedeutung | 09262187 |
| Direkt Bild zu diesem Denkmal hochladen | Mehrfamilienhäuser einer Wohnanlage, mit Einfriedung und Vorgarten | Ostheimstraße 24; 26; 28 (Karte) | 1926-1927 (Wohnblock) | Putzfassade mit Klinkergliederung, als Zeugnis sozialen Wohnungsbaus der 1920er Jahre baugeschichtlich von Bedeutung Denkmaltext Nach der am 1. April 1925 genehmigten Baustellenaufteilung erfolgte die Beplanung des Grundstückes durch eine Gruppe um den Architekten Franz Anacker im Auftrag des Wohnungsfürsorgeamtes der Stadt Leipzig. Am Johannistag 1926 wurde der Bauantrag für den städtischen Wohnhausneubau in Leipzig-Paunsdorf eingereicht und innerhalb eines Jahres durch das Baugeschäft Burghardt & Thier umgesetzt. Die als freistehende Baugruppe entworfenen drei Mietshäuser besitzen einen bis zum Fenstersims im Erdgeschoss hochgezogenen Klinkersockel. Schlichte Putzfassaden erfuhren eine Gliederung durch vorspringende Treppenhausrisalite mit Zwerchhaus, Rahmungen der Fenster an den Ecken sowie der Hauseingänge teilweise durch Grätenmuster und Über-Eck-Stellungen. Die Loggien zum weiträumigen Innenhof setzen weitere architektonische Akzente. In den beiden Wohnungen pro Haus und Etage befinden sich drei Zimmer, Küche, Flur und Bad/WC. Vollständig erhalten ist die Ausstattung. LfD/2006 | 09262163 |
|                                         | Mehrfamilienhäuser einer Wohnanlage, mit Vorgarten, Einfriedung und Wäschetrockenplatz | Ostheimstraße 30; 32; 34 (Karte) | 1926-1927 (Mehrfamilienwohnhaus) | Putzfassade, farbige Treppenhausfenster, im traditionalistischen Stil, baugeschichtlich von Bedeutung Denkmaltext Drei Sechsfamilienhäuser entstanden 1926-1927 in der damaligen Schulenburgstraße (Nummer 7, 9, 11) nach Entwürfen einer Planungsgruppe um den Architekten Hans Nebel. Auftraggeber war das städtische Wohnungsfürsorgeamt, die Umsetzung übernahm die Aktien-Gesellschaft für Bauausführungen unter Leitung des Baumeisters Robert Treusch. Die über einem Klinkersockel errichteten Putzbauten sind durch gekoppelte Sohlbankgesimse und Fensterverdachungen gegliedert, es handelt sich um Typenbauten. Akzente setzten vor allem die aufwändiger gestalteten Treppenhausrisalite mit türmchenbekröntem Polygonalerker und dem Hauseingang. Pro Etage waren in jedem Haus zwei Wohnungen mit Flur, Küche, Stube, zwei Zimmern und Bad/WC vorgesehen. Die mit originaler Ausstattung erhaltenen Gebäude sind ein anschauliches Zeugnis sozialen Wohnungsbaues in Leipzig. LfD/2006 | 09262164 |
| Direkt Bild zu diesem Denkmal hochladen | Gedenkstein für die Opfer des Faschismus | Permoserstraße - (Karte) | 1970 (Gedenkstein) | Erinnerungswert, Geschichtswert | 09294700 |
| Direkt Bild zu diesem Denkmal hochladen | Eisenbahnbrücke über die Permoserstraße | Permoserstraße - (Karte) | 1925 (Eisenbahnbrücke) | Strecke 6369 Leipzig/Wahren - Engelsdorf, eine Gesamtlänge von 20 m, lichte Weite von 14,50 m, max. Stützweite 17,00 m, Streckenlänge 13627 km, Vollwandkonstruktion mit Eisengeländern | 09262029 |
| Weitere Bilder                          | Ehemaliges Verwaltungsgebäude einer Fabrik, mit vor dem Gebäude in Ecklage Torgauer Straße vorgelagerter Grünfläche sowie mehrere Akademiegebäude mit Freiflächengestaltung                              | Permoserstraße 15 (Karte) | 1953-1964 (Akademie), um 1955 (Schulfreiraum/Institutsfreiraum)                                                                           | erbaut für die Hugo Schneider Aktiengesellschaft (HASAG), eine Metallwarenfabrik (anfangs Herstellung von Lampen, später von Rüstungsgütern), nach 1945 Akademie der Wissenschaften, jetzt Umweltforschungszentrum, Vielzahl von Gebäuden zum Zweck wissenschaftlicher Forschungen, unter anderem Labor- und Verwaltungsgebäude, baugeschichtlich und ortsgeschichtlich von Bedeutung | 09292457 |
|                                         | Eisenbahnerwohnhaus und Treppenanlage | Permoserstraße 21 (Karte) | 1906 (Wohnhaus), 1906 (Treppe) | lang gestrecktes Klinkergebäude, Granittreppe, orts- und verkehrsgeschichtlich von Bedeutung | 09262030 |
|                                         | Tankstelle mit historischer Ölsäule und Pflaster sowie Einfriedungsstützmauer an der Permoserstraße | Permoserstraße 32 (Karte) | um 1930 (Tankstelle) | Platzsituation und Pflaster verändert, verkehrsgeschichtlich von Bedeutung | 09262031 |
| Direkt Bild zu diesem Denkmal hochladen | Mietshaus in halboffener Bebauung in Ecklage, mit Gaststätte | Permoserstraße 42 (Karte) | um 1907 (Mietshaus) | Putz-Klinker-Fassade, Gaststätte mit Bleiglasfenstern, eisernes Gitter zum Keller, baugeschichtlich von Bedeutung | 09262155 |
| Direkt Bild zu diesem Denkmal hochladen | Mietshaus in geschlossener Bebauung | Plaußiger Straße 1 (Karte) | um 1912 (Mietshaus) | Putzfassade, vollständig erhaltene Schablonenmalerei im Treppenhaus und Eingangsbereich, Reformstil-Architektur, baugeschichtlich von Bedeutung | 09290853 |
|                                         | Mietshaus in halboffener Bebauung in Ecklage | Plaußiger Straße 2 (Karte) | um 1912 (Mietshaus) | mit Läden, Putzfassade, baugeschichtlich von Bedeutung | 09262199 |
|                                         | Mietshaus in geschlossener Bebauung in Ecklage, mit Vorgarten in der Engelmannstraße - das Gebäude unterliegt gerade einer Überprüfung der Denkmaleigenschaft                                            | Plaußiger Straße 11 (Karte) | um 1912 (Mietshaus) | | 09262307 |
| Direkt Bild zu diesem Denkmal hochladen | Mietshaus in geschlossener Bebauung in Ecklage | Plaußiger Straße 12 (Karte) | 1910-1912 (Mietshaus) | Putzfassade, markanter Eckbau, im Reformstil, mit baugeschichtlichem und ortsentwicklungsgeschichtlichem Wert Denkmaltext Architekt Max Burckhardt und das gleichnamige, von ihm geführte Baugeschäft stehen für die Errichtung eines Wohn- und Geschäftshauses in Ecklage Engelmannstraße in den Jahren 1910-1912 (Sanierung 2013-2017). In den mittleren Etagen kamen zwei Wohnungen zur Einrichtung, im Parterre eine Wohnung und eine Ladenwohnung (später zu Wohnraum ausgebaut), unterm Dach eine Einheit und im 4. Stock war Platz für drei Mietparteien. Die Mittelwohnung hier war die einzige Wohnung im Haus, deren Toilette noch im Treppenhaus eingerichtet wurde. Waschhaus sowie eine Wurstküche sollten im Keller unterkommen. Schwach tritt ein Mittelrisalit vor die Hauptschauseite zur Plaußiger Straße, nimmt den Eingang auf. Gesimse, Nutungen und wenige Dekorplatten zeichnen die Struktur der Putzfassade. Ein Zwerchhaus schiebt sich rechterhand in den Blick, die Fassade zur Engelmannstraße besitzt einen kleinen Vorgarten und einen mittig gestellten Standerker, der sich in den oberen Geschossen zu Loggien öffnet. Die Ausstattung ist weitgehend erhalten, u.a. Stuckdekor im Eingangsbereich. Für das Eckgebäude im Erweiterungsgebiet hinter der Sellerhäuser Kirche ist ein baugeschichtlicher und ortsteilentwicklungsgeschichtlicher Wert zu konstatieren. LfD/2015, 2017 | 09262013 |
|                                         | Mehrfamilienhäuser einer Wohnanlage, mit Vorgarten | Plaußiger Straße 14; 16; 18 (Karte) | 1930-1931 (Mehrfamilienwohnhaus), 1931 (Nebenanlage)                                                                                      | Putzfassade, Putzrelief bei Nummer 18, zugehörig zur Wohnanlage Engelmannstraße 8, mit Grünfläche vor den Eckbauten, baugeschichtlich von Bedeutung | 09262253 |
| Direkt Bild zu diesem Denkmal hochladen | Mietshaus in geschlossener Bebauung | Plaußiger Straße 17 (Karte) | 1911-1912 (Mietshaus) | Putzfassade, Stuck im Eingangsbereich, bleiverglaste Treppenhausfenster, im Reformstil, baugeschichtlich von Bedeutung Denkmaltext Im März 1911 erhielt Otto Märtens die Genehmigung für eine Aufteilung der Bauflächen 6 und 7 des Bebauungsplanes Leipzig-Sellerhausen-Südost gemäß Nummer 50a des Gesamtplanes. Bauantrag für das Flurstück 236y im August des gleichen Jahres durch den in Sellerhausen ansässigen Maurer Friedrich Wilhelm Petersohn, der auch die Ausführung des Baues nach den von Architekt Otto Schmidt gezeichneten Plänen beabsichtigte (zwei Fassadenentwürfe). Die Schlussprüfung erfolgte im März 1912. Hinter der streng gegliederten Putzfassade befinden sich zwei Wohnungen je Etage mit Korridor, Küche nebst Speisekammer, zwei Stuben und einer bzw. zwei Kammern, AWC auf der halben Treppe. Wegen der zu hoch liegenden Straßenschleuse konnte ein Waschhaus nicht im Keller untergebracht, sondern musste angebaut werden. Charakterisierung der glatten Fassade insbesondere durch ein dreiachsiges Zwerchhaus. Die zeitgemäße Ausstattung weitgehend erhalten, u. a. die qualitätvolle zweiflüglige Haustür sowie reicher Stuck im Eingangsbereich. LfD/2008 | 09299324 |
| Direkt Bild zu diesem Denkmal hochladen | Mietshaus in geschlossener Bebauung | Plaußiger Straße 19 (Karte) | 1912 (Mietshaus) | Putzfassade, im Reformstil, baugeschichtlich von Bedeutung Denkmaltext Otto Schmidt als Architekt und der Bauunternehmer Wilhelm Petersohn als Finanzier und Bauleiter führten 1912 den zweispännigen Mietshausneubau nebst einer im Dachgeschoss untergebrachten Hausmannswohnung aus. Zugleich entstand ein angebautes Waschhaus. Die schlichte Putzfassade im Stil einfachster Reformarchitektur ist charakterisiert durch eine auffallend enge Stellung der Fenster, einen Quadersockel aus Kunststein, einige markante Fensterverdachungen sowie ein dreiachsiges Zwerchhaus mit Giebelabschluss. Von Interesse ist die erhaltene Ausstattung mitsamt der aus drei Flügeln bestehenden, im Zusammenhang mit der Sanierung 2016 sehr behutsam aufgearbeiteten Hauseingangstür. Das Haus ist Bestandteil des geschlossenen Straßenzuges ähnlich konzipierter und gestalteter Wohngebäude im Sellerhäuser Ortserweiterungsgebiet. LfD/2014, 2016 | 09302863 |
| Direkt Bild zu diesem Denkmal hochladen | Mehrfamilienhaus einer Wohnanlage | Plaußiger Straße 24 (Karte) | um 1930 (Mehrfamilienwohnhaus) | bildet Wohnanlage mit Cunnersdorfer Straße 3-7, Putzfassade, geätzte Treppenhausfenster, baugeschichtlich von Bedeutung | 09262255 |
| Direkt Bild zu diesem Denkmal hochladen | Mietshaus in geschlossener Bebauung in Ecklage | Plaußiger Straße 25 (Karte) | 1912 (Mietshaus) | mit Eckladen, Putzfassade, im Reformstil, baugeschichtlich von Bedeutung | 09299371 |
| Direkt Bild zu diesem Denkmal hochladen | Mietshaus in geschlossener Bebauung in Ecklage | Plaußiger Straße 33 (Karte) | um 1895 (Mietshaus) | mit Eckladen, historisierende Klinker-Putz-Fassade, Stuck im Eingangsbereich, baugeschichtlich von Bedeutung | 09262018 |
| Direkt Bild zu diesem Denkmal hochladen | Mietshaus in geschlossener Bebauung | Plaußiger Straße 35 (Karte) | um 1900 (Mietshaus) | mit Hausdurchgang, Klinkerfassade, Stuck im Hausdurchgang, Treppenhausfenster mit Resten geätzter Verglasung, baugeschichtlich von Bedeutung | 09262019 |
| Direkt Bild zu diesem Denkmal hochladen | Mietshaus in geschlossener Bebauung in Ecklage | Plaußiger Straße 39 (Karte) | um 1895 (Mietshaus) | ehemals mit Eckladen, historisierende Putzfassade, Windfangtür mit Ätzglas, baugeschichtlich von Bedeutung | 09262020 |
|                                         | Schule mit Turnhalle sowie Vorgarten an der Eisenbahnstraße | Portitzer Straße 1 (Karte) | um 1885 (Schule) | zeittypische Putzfassade, sozialgeschichtlich und baugeschichtlich von Bedeutung, Zeugnis der Sellerhäuser Ortsentwicklung gegen Ende des 19. Jahrhunderts (die alte Schule, ehemals XV. Bezirksschule, Wurzner Straße 135 wurde 2009 abgebrochen) | 09260265 |
| Weitere Bilder                          | Mietshaus in geschlossener Bebauung | Portitzer Straße 2 (Karte) | um 1903 (Mietshaus) | mit Laden, Klinkerfassade, Ladenfront original, bleiverglaste Treppenhausfenster, Stuck im Eingangsbereich, baugeschichtlich von Bedeutung | 09261990 |
|                                         | Mietshaus in geschlossener Bebauung | Portitzer Straße 4 (Karte) | um 1903 (Mietshaus) | mit Laden, Klinkerfassade, Ladenfront original, baugeschichtlich von Bedeutung | 09261991 |
|                                         | Mietshaus in geschlossener Bebauung | Portitzer Straße 6 (Karte) | um 1903 (Mietshaus) | Klinkerfassade, Stuck im Eingangsbereich, baugeschichtlich von Bedeutung | 09261992 |
|                                         | Mietshaus in geschlossener Bebauung | Portitzer Straße 8 (Karte) | um 1904 (Mietshaus) | Klinkerfassade, Stuck und Wandmalerei im Eingangsbereich, baugeschichtlich von Bedeutung | 09261993 |
| Direkt Bild zu diesem Denkmal hochladen | Mietshaus in offener Bebauung und Nebengebäude | Postreitergasse 1 (Karte) | 1887-1890 (Mietshaus) | alte Ortslage Paunsdorf, Klinkerfassade, baugeschichtlich bedeutsamer Wohnungsbau als frühes Zeugnis der Verstädterung Denkmaltext „ein Wohngebäude nebst Stallungen und Waschhaus für seine Arbeiter nach beiliegenden Zeichnungen“ war als Vorhaben formuliert im Bauantrag des Paunsdorfer Rittergutspächters und Gutsbesitzers, Hauptmann August Ferdinand Breiting, gestellt am 15. Februar 1887. Maurermeister Heinrich Walther stand für die Umsetzung unter Vertrag. Das 860 Quadratmeter große Grundstück lag am Ortsrand, war ein Feldgrundstück und ehemals als Schulbauplatz vorgesehen. Erst 1890 wurde das dreigeschossige, sechs Achsen an der gedachten Schauseite und fünf Fensterachsen an der Zugangsseite zählende Wohnhaus erbaut, die beantragte Dachwohnung baubehördlicherseits versagt. Über unverputztem Bruchsteinsockel ist das gesamte Gebäude mit hellem Sichtklinkermauerwerk versehen. Den Abschluss bildet ein ziegelgedecktes Satteldach, Gliederungen übernehmen rote Ziegelbänder und Formteile aus Betonkunststein. Lange waren die Toiletten im Nebengebäude untergebracht – erst 1952 kamen Aborte im Haus zur Einrichtung, das freistehende Haus ist leidlich saniert. Das Gebäude markiert soziales Engagement der Rittergutsherrschaft in Paunsdorf und besitzt einen baugeschichtlichen Wert. LfD/2018, 2019 | 09292504 |
| Direkt Bild zu diesem Denkmal hochladen | Mietshaus in halboffener Bebauung in Ecklage | Postreitergasse 2 (Karte) | 1889-1890 (Mietshaus) | alte Ortslage Paunsdorf, viergeschossiges Gebäude mit Eckladen, historisierende Putzfassade, baugeschichtliches Zeugnis der Ortsteilentwicklung, straßenraumprägendes Gebäude an einer großzügigen Straßenkreuzung und Lage gegenüber der Kirche Denkmaltext Das Eckmietshaus ließ der Steindrucker bzw. Schriftgießer Friedrich Franz Heyer in der ersten Jahreshälfte 1890 errichten, mit jeweils zwei Mietbereichen in den oberen Stockwerken und einem Logis sowie einer Ladenwohnung im Erdgeschoss. Ehemals befand sich auf dem Grundstück ein eingeschossiges Haus, das 1859 um ein Stockwerk erhöht worden war. Für die Entwürfe des Neubaus 1889 war Architekt Otto Lehmann verantwortlich. Umbauarbeiten im Erdgeschoss erfolgten 1906 und 1911-1912, die Läden betreffend. Wirkungsvoll liegt das auf spitzwinkligem Grundstück erbaute Mietshaus mit verbrochener Ecke, viergeschossiger Putzfassade und ziegelgedecktem Dach. Historistische Fassadenzier wurde zurückhaltend verwendet. Eine Teilsanierung erfolgte wohl 2002/2003. Gemeinsam mit den zwei benachbarten, an der Theodor-Heuss-Straße angrenzenden Mietshäusern (Nummer 36a und 36) dokumentiert das Gebäude Postreitergasse 2 die historistische Stadterweiterung von Paunsdorf in Richtung Sellerhäuser Flur, gegenüber liegen Kirche, Pfarrhaus und ein Österreicherdenkmal zur Erinnerung an Kämpfe der Völkerschlacht 1813. Wirkungsvoll zeigt sich das Eckhaus im weiten Kreuzungsraum Theodor-Heuss-Straße und Riesaer Straße, besitzt einen baugeschichtlichen und ortsentwicklungsgeschichtlichen Wert. LfD/2014, 2015 | 09260894 |
|                                         | Mehrfamilienhäuser einer Wohnanlage | Püchauer Straße 1; 1a; 3 (Karte) | bezeichnet 1936 (Mehrfamilienwohnhaus) | Wohnhausgruppe (mit Macherner Straße 10/12) des Bauvereins zur Schaffung preiswerter Wohnungen in Leipzig, Putzfassade, sozialgeschichtlich und städtebaulich von Bedeutung | 09263608 |
| Weitere Bilder                          | Mietshaus | Püchauer Straße 9 (Karte) | 1915/1920 (Mietshaus) | Mietshaus in geschlossener Bebauung; mit Tordurchfahrt, Putzfassade, im traditionalistischen Stil der 1920er Jahre, Windfangtür im Innern, baugeschichtlich von Bedeutung | 09262276 |
| Weitere Bilder                          | Friedhof Sellerhausen, Sachgesamtheit | Riesaer Straße 1 (Karte) | 1886 (Einrichtung Friedhof) | Sachgesamtheit Friedhof Sellerhausen mit den Einzeldenkmalen (siehe auch Objekt-ID: 09292458): Kapelle, Einfriedung und Grabmale sowie Wohnhaus mit Einfriedung (siehe Objekt-ID: 09262176) und gärtnerische Gestaltung des Friedhofes; baugeschichtlich und ortsgeschichtlich von Bedeutung | 09305736 |
| Weitere Bilder                          | Friedhof Sellerhausen, Einzeldenkmale | Riesaer Straße 1 (Karte) | um 1900 (Friedhofstor), 1915 (Friedhofskapelle)                                                                                           | Einzeldenkmale der Sachgesamtheit Friedhof Sellerhausen (siehe auch Objekt-ID: 09305736): Kapelle, Tor, Einfriedung und Grabmale; Kapelle im Reformstil, Architekt: Stadtbaurat Scharenberg, baugeschichtlich und ortsgeschichtlich von Bedeutung | 09292458 |
| Weitere Bilder                          | Wohnhaus | Riesaer Straße 1 (Karte) | um 1885 (Wohnhaus) | Einzeldenkmal der Sachgesamtheit Friedhof Sellerhausen (siehe auch Objekt-ID: 09305736): Wohnhaus und Einfriedung; Putzfassade, mit hölzernem Windfang, baugeschichtlich und ortsgeschichtlich von Bedeutung | 09262176 |
| Weitere Bilder                          | Apelstein Nr. 48 (N) | Riesaer Straße 1 (bei) (Karte) | 20. Jh. (Gedenkstein) | Apelstein auf dem Friedhof Sellerhausen (siehe Objekt-ID: 09305736), Gedenkstein zur Erinnerung an die Kämpfe der Völkerschlacht bei Leipzig 1813, Franzosen unter General Reynier und 3500 Sachsen unter General von Zeschau, geschichtlich von Bedeutung - Anm.: wahrscheinlich nicht mehr Originalstandort, im 20. Jh. versetzt | 09304346 |
| Weitere Bilder                          | Handschwengelpumpe | Riesaer Straße 1 (bei) (Karte) | 1909 (Handschwengelpumpe), um 1915 (Brunnen)                                                                                              | Einzeldenkmal der Sachgesamtheit Handschwengelpumpen Leipzig (siehe auch Objekt-ID: 09300441): Handschwengelpumpe Nr. 212 auf dem Friedhof Sellerhausen (siehe Objekt-ID: 09305736); gusseiserne Handschwengelpumpe mit Brunnenschacht und Abdeckplatte, ortsgeschichtlich von Bedeutung - Anm.: mehrere auf dem Friedhofsgelände vorhandene Handschwengelpumpen | 09262177 |
| Direkt Bild zu diesem Denkmal hochladen | Wohnhaus | Riesaer Straße 7 (Karte) | um 1898 (Wohnhaus) | Wohnhaus in offener Bebauung; alte Ortslage Paunsdorf, Putzfassade mit überhöhtem Mittelrisalit, weit vorkragendes Dach, Wohnungstüren mit Supraporten, Kellerfenstergitter, baugeschichtlich von Bedeutung | 09262148 |
| Direkt Bild zu diesem Denkmal hochladen | Wohnhaus | Riesaer Straße 21 (Karte) | 1850/1860 (Wohnhaus) | Wohnhaus mit Vorgarten; alte Ortslage Paunsdorf, Putzfassade, gehört zur alten Ortskernbebauung, ortsentwicklungsgeschichtlich von Bedeutung | 09262275 |
| Weitere Bilder                          | Postamt | Riesaer Straße 26 (Karte) | 1926-1927 (Post) | Postamt in offener Bebauung; nahe alter Ortslage Paunsdorf, architektonisch bemerkenswerter Art-déco-Bau mit ehemals originaler Inneneinrichtung des Postamtes, bauhistorisch und ortsgeschichtlich von Bedeutung, Erinnerungswert als ehemaliges Postamt Paunsdorf Denkmaltext Für Paunsdorf wurde ein “Miet-Posthaus” von Architekt Baudinot-Dittmann konzipiert und durch den privaten Finanzier Baumeister Albin Neumann 1926 bis 1927 selbst auch realisiert. Neumann besaß eine Firma für Hoch-, Tief- und Eisenbahnbau mit Sitz in Leipzig-Connewitz. Im Erdgeschoss waren das Postamt vorgesehen mit Schalterhalle hinter einem Windfang, einem Vorsteher-Zimmer, einem weiteren allgemeinen Dienstzimmer, Packkammer, Zimmer für die Zusteller sowie Toiletten. Bedient wurde an drei Schaltern. Das Obergeschoss war für die Dienstwohnung des Amtsvorstehers reserviert mit vier Stuben, Flur, Bad/WC, Besenkammer, Küche mit Speisekammer und Austritt, im Dachgeschoss waren Wohnräume für einen Unterbeamten sowie eine Mädchenkammer und im Keller eine Waschküche eingerichtet. Eisenklinker akzentuieren den verputzten, kompakten Baukörper mit einer auf der Südseite angefügten Laderampe und dem hier gleichfalls angeordneten Hauseingang. Die Dachform erfuhr eine geänderte Ausführung wegen der Unterbringung eines Fernsprechgestänges der Deutschen Reichspost, das Dach war ziegelgedeckt. Repräsentativ insbesondere die eng gereihten, klinkergerahmten Fenster des Postamtes im Erdgeschoss sowie des seitlich angeordneten Zuganges – sie erwachsen gleichsam aus dem Sockel und ihre Abschlüsse zeigen den Einfluss des Art déco. Pläne für die Einfriedung, die Freiflächengestaltung sowie einen kleinen Handwagen- und Fahrräderschuppen gelangten Anfang 1927 zur Einreichung. Im Mai 1947 Antrag auf Wiederinstandsetzung der bei dem Fliegerangriff vom 6. April 1945 eingetretenen Bombenschäden, einhergehend mit Wohnungsteilung im 1. Obergeschoss. Bauherr war Günter Neumann (ab 1943 Eigentümer) unter Einbeziehung des ausführenden Bauunternehmens von Albin Neumann. 2006 wurde in der ehemaligen Postfiliale eine Schank- und Speisewirtschaft (Osteria La Posta) durch C. Schmitt eröffnet. Das ehemalige Postamt in städtebaulich wirksamer Lage besitzt baugeschichtliche und architekturhistorische Bedeutung, zudem Erinnerungswert. LfD/2013 | 09260906 |
| Direkt Bild zu diesem Denkmal hochladen | Wohnhaus und zwei Seitengebäude | Riesaer Straße 27a (Karte) | um 1850 (Wohnhaus) | Wohnhaus und zwei Seitengebäude eines ehemaligen Bauernhofes; alte Ortslage Paunsdorf, Putzfassade, zum alten Ortskern gehörig, ortsentwicklungsgeschichtlich von Bedeutung | 09260907 |
| Direkt Bild zu diesem Denkmal hochladen | Mehrfamilienhäuser einer Wohnanlage | Robert-Mayer-Straße 1; 3; 5 (Karte) | 1925/1930 (Wohnblock) | Mehrfamilienhäuser einer Wohnanlage, mit Vorgarten, linksseitiger Einfriedung zur Ostheimstraße und Wäschetrockenplatz; Putzfassade mit Treppenhauserkern, hoher roter Klinkersockel, Nummer 1 mit originaler Flurlampe, baugeschichtlich von Bedeutung | 09262162 |
| Direkt Bild zu diesem Denkmal hochladen | Mietshaus | Robert-Mayer-Straße 2 (Karte) | 1913 (Mietshaus) | Mietshaus in halboffener Bebauung, mit Vorgarten; Putzfassade, im Reformstil, baugeschichtlich von Bedeutung Denkmaltext Nicht zur Ausführung kam der Entwurf des Architekten Richard Glas 1912 für den Bauunternehmer Friedrich Albert Fuchs, neue Pläne 1913 zeigen Johannes Karl Theuerkorn als entwerfenden Architekten und den Zimmerpolier Friedrich Gustav Küster als Bauherren und für die Ausführung verantwortlich. Der als Doppelhaushälfte konzipierte Bau mit einfacher Putzfassade, die Ausstattung komplett erhalten. Ehemals Oertzenstraße 2. LfD/2007 | 09301151 |
| Direkt Bild zu diesem Denkmal hochladen | Mietshaus und Einfriedung | Robert-Mayer-Straße 4 (Karte) | 1926-1927 (Mietshaus) | Mietshaus in halboffener Bebauung mit Vorgarten und Einfriedung; Putzfassade, Haustürrahmung in Klinkern, im traditionalistischen Stil der 1920er Jahre, baugeschichtlich von Bedeutung Denkmaltext Auf dem Grundstück der damaligen Oertzenstraße 5 entstand erst 1926 ein Mehrfamilienhaus nach Entwurf des Architekten Richard Welz. Bauherr war das Wohnungs-Fürsorgeamt der Stadt Leipzig, die Bauleitung übernahm die Entwurfsabteilung des Hochbauamtes. Das zur Linderung der Wohnungsnot gedachte Haus zeigt eine einfache Putzfassade mit einer breiten Haustürrahmung aus roten Klinkern und passt sich insgesamt vollständig in das städtebauliche Konzept des Siedlungsbereiches ein. Von Interesse ist das Zusammengehen des Gebäudes mit dem früher entstandenen, angrenzenden Nachbarhaus. Zur Hofseite große Veranden, im Inneren die Ausstattung komplett erhalten. Eine bautechnische Besonderheit sind die verwendeten Stahlsteindecken. LfD/2007 | 09301152 |
| Direkt Bild zu diesem Denkmal hochladen | Mehrfamilienhäuser einer Wohnanlage | Robert-Mayer-Straße 6; 8 (Karte) | um 1925 (Doppelmietshaus) | Mehrfamilienhäuser einer Wohnanlage, mit Vorgarten und Wäschetrockenplatz im begrünten Hof; Klinker-Putz-Fassade, Treppenhausfenster mit Resten farbiger Bleiverglasung, baugeschichtlich von Bedeutung | 09262160 |
| Direkt Bild zu diesem Denkmal hochladen | Mehrfamilienhäuser einer Wohnanlage, mit Vorgarten und seitlicher Einfriedung | Robert-Mayer-Straße 7; 9 (Karte) | 1925/1930 (Doppelmietshaus) | zeittypische Putzfassade, Einfriedung rote Klinkermauer, baugeschichtlich von Bedeutung | 09262161 |
| Direkt Bild zu diesem Denkmal hochladen | Mietshaus in halboffener Bebauung in Ecklage, mit Vorgarten | Robert-Mayer-Straße 11 (Karte) | um 1907 (Mietshaus) | ehemals mit Eckladen, Putz-Klinker-Fassade, Erdgeschoss sandsteinverkleidet, baugeschichtlich von Bedeutung | 09262288 |
| Direkt Bild zu diesem Denkmal hochladen | Mietshaus in halboffener Bebauung mit Vorgarten | Rüdigerstraße 1 (Karte) | 1910 (Mietshaus) | Klinkerfassade, Stuck und Terrazzo im Eingangsbereich, baugeschichtlich bedeutsam Denkmaltext Errichtung des zweispännigen Mietshauses mit Hausmannswohnung im Dachgeschoss sowie Waschhausanbau und Vorgarten 1909-1910 vermutlich nach eigenen Plänen von Baumeister Wilhelm Hermann Richter (Wittstockstraße 14) im Eigenauftrag. Schlichte Fassade mit Kunststeingliederung im Reformstil (Haustür- und Fensterrahmungen). Jeweils zwei Wohnungen pro Etage mit zwei Stuben, zwei Kammern, Küche mit Speisekammer, Austritt, Vorsaal, Toiletten ehemals noch auf der halben Treppe. Einfache Sanierung 1996. LfD/2007 | 09261960 |
| Direkt Bild zu diesem Denkmal hochladen | Mietshaus in geschlossener Bebauung, mit Vorgarten | Rüdigerstraße 3 (Karte) | 1909-1910 (Mietshaus), 1910 (Nebenanlage)                                                                                                 | Klinkerfassade, Stuck im Eingangsbereich, baugeschichtlich von Bedeutung Denkmaltext Viergeschossiger Mietshausbau auf Parzelle 237b mit Waschhaus und Vorgarten von Architekt Theodor George aus Reudnitz für Baumeister Hermann Richter, der auch die Ausführung übernahm. Mit dem Bau wurde erst neun Monate nach dem am 9.11.1909 gestellten Gesuch begonnen, die Schlussprüfung fand am 24. Mai 1911 statt. 1919 Verkauf an den Instrumentenmacher Georg Leidig. Der schlichte Klinkerbau wird durch wenige Kunststeinelemente (Fensterverdachungen und Gesimsbänder mit Zahnschnittleiste) sowie ein geputztes, ehemals genutetes Erdgeschoss gegliedert, das Zwerchhaus verrät den Einbau der Hausmannswohnung im Dachgeschoss. Die Ausstattung weitgehend erhalten. Wenig dienliche Sanierung in den 1990er Jahren. LfD/2007 | 09261959 |
| Direkt Bild zu diesem Denkmal hochladen | Mietshaus in geschlossener Bebauung, mit Vorgarten | Rüdigerstraße 4 (Karte) | um 1908 (Mietshaus) | Klinker-Putz-Fassade, fast alle Jalousieblenden erhalten, Stuck und Terrazzo im Eingangsbereich, baugeschichtlich von Bedeutung | 09261958 |
| Weitere Bilder                          | Mehrfamilienhäuser einer Wohnanlage, mit Vorgarten | Rüdigerstraße 6; 7; 8 (Karte) | bezeichnet 1931 (Mehrfamilienwohnhaus) | Putzfassade, über den Eingängen Putzreliefs »Frühling«, »Sommer«, »Herbst«, bildet eine Wohnanlage mit Engelmannstraße 16, die Hauszeile besitzt eine baugeschichtliche Bedeutung | 09262208 |
| Direkt Bild zu diesem Denkmal hochladen | Vier Mietshäuser in geschlossener Bebauung, mit Vorgarten | Rüdigerstraße 9; 10; 11; 12 (Karte) | um 1910 (Mietshaus) | Putzfassade, geätzte Treppenhausfenster, Terrazzo und Wandfliesen im Eingangsbereich, baugeschichtlich von Bedeutung | 09262209 |
| Weitere Bilder                          | Mietshaus in halboffener Bebauung | Rüdigerstraße 13 (Karte) | bezeichnet 1898 (Mietshaus) | Putzfassade mit kräftiger Stuckgliederung, gründerzeitlicher Mietshausbau mit aufwändiger Stuckdekoration, Zeugnis der Ortsentwicklungsgeschichte, bauhistorischer Wert Denkmaltext Zimmermeister Franz Penndorf beantragte am 3. Dezember 1896 den Neubau eines Wohngebäudes nebst Waschhaus an der damaligen Neuen Straße an der Eilenburger Bahn (später Eisenbahnstraße) und zeichnet vermutlich auch für den Entwurf verantwortlich. Nach Tekturen wird im Juni 1897 die Baugenehmigung erteilt und zwölf Monate später das Bau-Revisions-Protokoll unterzeichnet. Ab 15.11.1897 wird der Bautischler Philipp Krämer als Ausführender und Bauherr genannt. Für ihn fertigt Architekt E. August Stehmann Pläne für ein Werkstattgebäude im Hof. Ausführung der Fassade in Abänderung der Pläne mit sehr kräftigem Stuck in den Fensterverdachungen der ersten und zweiten Etage: der gründerzeitliche Dekor wird durch Jugendstilformen durchdrungen. Zweimal zwei Putti halten im 1. Obergeschoss jeweils eine Kartusche mit der Initiale K, dazwischen zwei Kartuschen mit Jahreszahl 1898. In den beiden Mittelachsen des 3. Geschosses zwei Jugendstilköpfe, die Traufe mit Stuckkonsolen und Eierstab. Im Entwurf jeweils drei Wohnungen mit Stube, Küche, Vorsaal und zwei bzw. einer Kammer sowie Toiletten auf der halben Treppe. Entstellender neuer Fassadenverputz – alle Stuckformen jedoch erhalten. Gründerzeitlicher Mietshausbau mit aufwändiger Stuckdekoration, Zeugnis der Ortsentwicklungsgeschichte und somit bauhistorischer Wert. LfD/2011 | 09291164 |
| Weitere Bilder                          | Mietshaus in halboffener Bebauung in Ecklage | Rüdigerstraße 14 (Karte) | um 1895 (Mietshaus) | historisierende Putzfassade, baugeschichtlich von Bedeutung | 09262213 |
|                                         | Eisenbahnbrücke über die Theodor-Heuss-Straße | Theodor-Heuss-Straße - (Karte) | 1902-1905 (Eisenbahnbrücke) | alte Ortslage Paunsdorf, Betonbogenbrücke, technikgeschichtlich und eisenbahngeschichtlich von Bedeutung | 09262268 |
| Weitere Bilder                          | Doppelwohnhaus in offener Bebauung und erhaltener Teil einer Scheune im Hof | Theodor-Heuss-Straße 14; 14a (Karte) | bezeichnet 1858 (Doppelwohnhaus) | alte Ortslage Paunsdorf, schlichter Putzbau, baugeschichtlich und ortsentwicklungsgeschichtlich bedeutsam | 09292796 |
| Weitere Bilder                          | Wohnhaus in halboffener Bebauung | Theodor-Heuss-Straße 16 (Karte) | nach 1900 (Wohnhaus) | alte Ortslage Paunsdorf, zweigeschossiger Klinkerbau, ehemals mit Laden, baugeschichtlich und straßenraumgestaltend von Bedeutung | 09292493 |
| Weitere Bilder                          | Mietshaus in geschlossener Bebauung mit Hinterhaus | Theodor-Heuss-Straße 18 (Karte) | um 1905 (Mietshaus) | alte Ortslage Paunsdorf, straßenbildgestaltende Putzfassade, im Reformstil der Zeit um 1910, baugeschichtlich von Bedeutung | 09292492 |
| Weitere Bilder                          | Mietshaus in geschlossener Bebauung | Theodor-Heuss-Straße 20 (Karte) | um 1900 (Mietshaus) | alte Ortslage Paunsdorf, Klinkerfassade, baugeschichtlich und straßenbildcharakterisierend von Bedeutung | 09292491 |
| Weitere Bilder                          | Mietshaus in halboffener Bebauung | Theodor-Heuss-Straße 22 (Karte) | um 1900 (Mietshaus) | alte Ortslage Paunsdorf, Klinkerfassade, baugeschichtliches Zeugnis der Ortsentwicklung, straßenraumcharakterisierend | 09292490 |
| Weitere Bilder                          | Wohnstallhaus eines ehemaligen Dreiseithofes | Theodor-Heuss-Straße 24 (Karte) | um 1860 (Wohnstallhaus) | alte Ortslage Paunsdorf, Putzfassade, baugeschichtlich bemerkenswerter giebelständiger Bau aus dem zweiten Drittel des 19. Jahrhunderts, Dokument der Ortsentwicklung | 09292488 |
| Weitere Bilder                          | Mietvilla mit Vorgarten und Einfriedung, Felsengrotte im Garten | Theodor-Heuss-Straße 28 (Karte) | um 1890 (Mietvilla) | alte Ortslage Paunsdorf, repräsentatives Gebäude mit baugeschichtlicher Bedeutung, städtebaulich von Interesse | 09292486 |
| Weitere Bilder                          | Villa | Theodor-Heuss-Straße 30 (Karte) | um 1880 (Villa) | alte Ortslage Paunsdorf, historistische Putzfassade, ehemals mit Garten, repräsentativer Bau als Zeugnis der örtlichen Baugeschichte und der Paunsdorfer Ortsgeschichte | 09292485 |
| Weitere Bilder                          | Doppelmietshaus in halboffener Bebauung | Theodor-Heuss-Straße 36; 36a (Karte) | 1897-1898 (Doppelmietshaus) | alte Ortslage Paunsdorf, ehemals Anschrift Postreitergasse 4/6, viergeschossiges Gebäude mit Läden, historistische Klinkerfassade, gegenüber Kirche und Rathaus Paunsdorf befindliches Wohnhaus, mit baugeschichtlicher und städtebaulicher Bedeutung Denkmaltext Kaufmann Friedrich Franz Heyer gab Pläne für ein zu errichtendes Doppelwohnhaus in der damaligen Schwedenstraße - gegenüber der Kirche Paunsdorf – bei Architekt Gustav Bobach in Auftrag. Beide Gebäude mit Laden sowie Durchfahrt bzw. Durchgang im verputzten Erdgeschoss, die Obergeschosse mit Klinkerfassade und für die Erbauungszeit 1897-1898 typischen, sehr eleganten Stuckdekorationen. Im Hofbereich entstand etwas zeitgleich ein Niederlagsgebäude sowie die Waschküche. Zeitweise wurden die Häuser rückwärtig über die Postreitergasse (Nrn. 4, 6) erschlossen. 1937 Umbau der Tordurchfahrt von Nummer 36a in Wohnraum, für 1964 ist eine HO-Verkaufsstelle Lebensmittel belegt. Ein Abriss der Gebäude und die Neubebauung des Grundstücks mit einem Wohn- und Geschäftshaus Mitte der 1990er Jahre wurde von städtischen Baubehörden abgelehnt. Städtebaulich wirkungsvolles Doppelmietshaus in Korrespondenz zur Paunsdorfer Kirche, auch stadtbaugeschichtlich von Bedeutung. LfD/2012 | 09260898 |
| Direkt Bild zu diesem Denkmal hochladen | Mietshaus in offener Bebauung | Theodor-Heuss-Straße 40 (Karte) | um 1890 (Mietshaus) | alte Ortslage Paunsdorf, Klinker-Putz-Fassade, baugeschichtlich und ortsgeschichtlich bedeutsam | 09260904 |
| Direkt Bild zu diesem Denkmal hochladen | Bahnhof mit Empfangsgebäude sowie Stellwerk F am Bahnhof und Schalthaus | Theodor-Heuss-Straße 42 (Karte) | 1888 (Empfangsgebäude), um 1890 (Stellwerk)                                                                                               | alte Ortslage Paunsdorf, Ziegelgebäude, Empfangsgebäude mit Wartesaal und Schalterhalle, baugeschichtlich und ortsentwicklungsgeschichtlich bedeutsames Ensemble, Zeugnis der sächsischen Verkehrsgeschichte, technisches Denkmal | 09262269 |
| Direkt Bild zu diesem Denkmal hochladen | Zwei Eisenbahngebäude, heute Wohnhäuser an den Bahngleisen | Theodor-Heuss-Straße 44; 46 (Karte) | um 1890 (Eisenbahnerwohnhaus) | Klinkerfassaden, baugeschichtlich bedeutsame Bauten im Zusammenhang mit dem Ensemble des Paunsdorfer Bahnhofs | 09262270 |
|                                         | Spielhalle einer Kleingartenanlage | Torgauer Straße 104 (Karte) | 1926 (Spielpavillon) | am zentralen Platz gegenüber dem Vereinshaus (erbaut 1921, kein Denkmal), Zugang über Portitzer Straße, Seltenheitswert, ortsgeschichtlich von Bedeutung | 09290066 |
|                                         | Wasserturm und Nebengebäude eines ehemaligen Bahnbetriebswerkes | Torgauer Straße 246 (Karte) | 1906-1908 (Wasserturm), 1906-1908 (Pumpenhaus)                                                                                            | Klinker-Putz-Fassade, Hängebodenbehälter, Behälterverkleidung mit Eisenbeton, Nebengebäude ehemaliges Pumpenhaus, eisenbahngeschichtlich und verkehrsgeschichtlich von Bedeutung | 09291125 |
| Direkt Bild zu diesem Denkmal hochladen | Eisenbahnbrücke über die Watzdorfstraße | Watzdorfstraße - (Karte) | 1910 (Eisenbahnbrücke) | Stahlbetonbrücke der Strecke 6375, Engelsdorf-Leipzig/Connewitz, eisenbahngeschichtlich, verkehrsgeschichtlich und ortsentwicklungsgeschichtlich von Bedeutung | 09261964 |
| Direkt Bild zu diesem Denkmal hochladen | Mietshaus in halboffener Bebauung, mit Vorgarten | Weidlichstraße 3 (Karte) | 1905/1910 (Mietshaus) | mit Laden, Klinkerfassade, bleiverglaste Treppenhausfenster, baugeschichtlich von Bedeutung | 09262167 |
| Direkt Bild zu diesem Denkmal hochladen | Mietshaus in halboffener Bebauung, mit Vorgarten | Weidlichstraße 4 (Karte) | 1911-1912 (Mietshaus) | ehemals mit Laden, dem Reformstil zugeneigte Putzfassade, baugeschichtlich und ortsteilentwicklungsgeschichtlich von Bedeutung als Zeugnis der Ortserweiterung unmittelbar vor Beginn des Ersten Weltkrieges Denkmaltext Ursprünglich als Doppelmietshaus geplant wurde 1911 bis 1912 nur die heutige Nummer 4 errichtet. Der Bauzeichner Alfred Krämer aus Plagwitz ließ den Baumeister und Architekten Max Krämer hierfür die Pläne fertigen. Rückwärtig entstand ein Nebengebäude mit Waschhaus und Pferdestall, zu Straße hin ein dreigeschossiges Wohngebäude mit jeweils zwei Wohneinheiten pro Etage, einer Ladenwohnung ebenerdig und Außentoiletten im Treppenhaus. Im Rahmen der Sanierung 2003/2004 erfolgten auch der Ersatzneubau von drei Balkonen, ein Dachgeschossausbau und leider auch die Beseitigung des Ladens, dessen ehemaliges Vorhandensein sich heute allenthalben noch aus dem Versprung der vorgelagerten Rasenfläche und der Pflasterung vor dem ehemaligen Ladenzugang ablesen lässt. Schlicht zeigt sich die dem Reformstil zugeneigte Putzfassade: akzentuiert durch einen kleinen Erker mit Reliefmedaillon eines Mädchens mit Rosenstrauß in der mittleren Etage sowie ein Seitenrisalit mit Zwerchhaus auf der linken Seite, wo sich ehemals das Zwillingsgebäude anschließen sollte. Das Baufeld wurde 15 Jahre später geschlossen. Im Inneren wurde u.a. der Treppenraum mit einer einfachen Schablonierung restauriert, das seitliche Tor ist nicht original erhalten. Als Zeugnis privaten Wohnungsbaus um 1910 besitzt das Haus einen baugeschichtlichen Wert. LfD/2017 | 09297655 |
|                                         | Mehrfamilienhäuser einer Wohnanlage, mit Vorgarten und Wäschetrockenplatz | Weidlichstraße 5; 7 (Karte) | um 1930 (Doppelmietshaus) | Putz-Klinker-Fassade, baugeschichtlich von Bedeutung | 09262169 |
| Direkt Bild zu diesem Denkmal hochladen | Mehrfamilienhaus einer Wohnanlage, mit seitlicher Einfriedung und Pforte sowie Vorgarten | Weidlichstraße 6 (Karte) | 1926-1927 (Mietshaus) | Putzfassade, bauliche Einheit mit Weidlichstraße 8-12, baugeschichtlich und ortsteilentwicklungsgeschichtlich bedeutsam | 09262165 |
|                                         | Mehrfamilienhäuser einer Wohnanlage, mit seitlicher Einfriedung und Vorgarten | Weidlichstraße 8; 10; 12 (Karte) | 1926-1927 (Wohnblock) | Putzfassade, bauliche Einheit mit Weidlichstraße 6, baugeschichtlich und sozialgeschichtlich bedeutsam, Zeugnis des sozialen Wohnungsbaus der 1920er Jahre in Leipzig | 09262166 |
| Weitere Bilder                          | Kirchplatz mit Schmuckpflasterung | Wurzner Straße (Karte) | um 1900 (Kirchplatz/Kirchpark) | ehemaliger Kirchhof des Dorfes Sellerhausen, im Zusammenhang mit der Erbauung der Emmauskirche zu einem begrünten Kirchplatz umgestaltet, mit umlaufender Schmuckpflasterung auch an Cunnersdorfer Straße und Wurzener Straße, ortsentwicklungsgeschichtlich und stadtgrüngeschichtlich von Bedeutung | 09292456 |
| Weitere Bilder                          | Eisenbahnviadukt über Wurzner Straße und Schwarzer Weg | Wurzner Straße - (Karte) | 1874-1878, bezeichnet 1875 (Viadukt) | an der Ortsteilgrenze zwischen Volkmarsdorf und Sellerhausen-Stünz (Strecke 6361 Leipzig-Hbf/Connewitz, Kilometer 3840, Gewölbereihe mit 20 Öffnungen und 250 m Gesamtlänge), eines der längsten Brückenbauwerke der Stadt Leipzig, Zeugnis des Eisenbahnbaus im städtischen Bereich, eisenbahngeschichtlich und ortsbildprägend von Bedeutung | 09292907 |
| Weitere Bilder                          | Handschwengelpumpe mit Brunnenschacht und Abdeckplatte | Wurzner Straße - (Karte) | 1901 (Handschwengelpumpe) | vor Nummer 143a, Typ Delphin, ortsgeschichtlich von Bedeutung | 09261985 |
| Direkt Bild zu diesem Denkmal hochladen | Eisenbahnbrücke über die Wurzner Straße | Wurzner Straße - (Karte) | 1904 (Eisenbahnbrücke) | Strecke Leipzig-Connewitz (sä. LC, 6361), Bogenbrücke, schließt direkt an das Sellerhäuser Viadukt an, eisenbahngeschichtlich von Bedeutung | 09261963 |
| Weitere Bilder                          | Mietshaus in halboffener Bebauung | Wurzner Straße 117 (Karte) | 1899-1900 (Mietshaus) | Klinkerfassade, eiserne Maueranker, Stuck im Eingangsbereich, baugeschichtlich von Bedeutung | 09261996 |
| Weitere Bilder                          | Mietshaus in geschlossener Bebauung | Wurzner Straße 119 (Karte) | um 1902 (Mietshaus) | Klinkerfassade, Stuck im Eingangsbereich, bleiverglaste Treppenhausfenster, baugeschichtlich von Bedeutung | 09261997 |
| Direkt Bild zu diesem Denkmal hochladen | Mietshaus in geschlossener Bebauung | Wurzner Straße 121 (Karte) | um 1900 (Mietshaus) | Klinkerfassade, Stuck und Deckengemälde im Eingangsbereich, Schablonenmalerei im Treppenhaus, baugeschichtlich von Bedeutung | 09261998 |
| Direkt Bild zu diesem Denkmal hochladen | Mietshaus in geschlossener Bebauung | Wurzner Straße 123 (Karte) | um 1905 (Mietshaus) | mit Laden, Klinkerfassade, bleiverglaste Treppenhausfenster, Stuckreste im Eingangsbereich, Wohnungstüren mit Supraporten, baugeschichtlich von Bedeutung | 09261999 |
| Direkt Bild zu diesem Denkmal hochladen | Mietshaus in geschlossener Bebauung | Wurzner Straße 125 (Karte) | um 1900 (Mietshaus) | Klinkerfassade, baugeschichtlich von Bedeutung | 09262000 |
| Direkt Bild zu diesem Denkmal hochladen | Mietshaus in geschlossener Bebauung | Wurzner Straße 127 (Karte) | 1905/1910 (Mietshaus) | mit Tordurchfahrt, mit Laden, Klinkerfassade, baugeschichtlich von Bedeutung | 09262001 |
| Weitere Bilder                          | Mietshaus in geschlossener Bebauung in Ecklage | Wurzner Straße 137 (Karte) | um 1905 (Mietshaus) | mit Eckladen, Klinkerfassade, Stuck und Terrazzo im Eingangsbereich, baugeschichtlich von Bedeutung | 09261989 |
| Weitere Bilder                          | Mietshaus in geschlossener Bebauung | Wurzner Straße 137b (Karte) | um 1907 (Mietshaus) | mit Hausdurchgang, mit Laden, Klinkerfassade, baugeschichtlich von Bedeutung | 09261988 |
| Weitere Bilder                          | Mietshaus in geschlossener Bebauung | Wurzner Straße 139 (Karte) | um 1870 (Mietshaus) | mit Tordurchfahrt, Putzfassade, baugeschichtlich von Bedeutung | 09261987 |
|                                         | Mietshaus in geschlossener Bebauung | Wurzner Straße 141 (Karte) | um 1885 (Mietshaus) | mit Tordurchfahrt und Laden, Putzfassade, baugeschichtlich von Bedeutung | 09261986 |
| Direkt Bild zu diesem Denkmal hochladen | Mietshaus in halboffener Bebauung | Wurzner Straße 142 (Karte) | 1905/1910 (Mietshaus) | mit Laden, Klinkerfassade mit Achsenknick, Wohnungstüren mit Supraporten, baugeschichtlich von Bedeutung | 09262004 |
| Weitere Bilder                          | Mietshaus in geschlossener Bebauung (bauliche Einheit mit Nr. 143a) | Wurzner Straße 143 (Karte) | 1896-1897 (Mietshaus) | mit Laden, Klinkerfassade, ein eiserner Fahnenhalter, baugeschichtliche und ortsentwicklungsgeschichtliche Bedeutung, städtebaulich überaus bedeutsame Ecksituation unmittelbar gegenüber der Kirche | 09261984 |
| Weitere Bilder                          | Mietshaus in geschlossener Bebauung (bauliche Einheit mit Nr. 143) und Fabrikgebäude mit Schornstein im Hof                                                                                              | Wurzner Straße 143b (Karte) | 1897 (Mietshaus), 1893-1894 (Kontorhaus), 1898-1899 (Kessel- und Maschinenhaus), 1888-1889 (Fabrikgebäude), bezeichnet 1889 (Schornstein) | Vorderhaus mit Tordurchfahrt und mit Laden, Klinkerfassade, Holzpaneele in der Tordurchfahrt, geätzte Treppenhausfenster, Fabrikschornstein bezeichnet 1889, baugeschichtlich und ortsentwicklungsgeschichtlich von Bedeutung, städtebaulich überaus bedeutsame Ecksituation unmittelbar gegenüber der Kirche | 09261983 |
| Direkt Bild zu diesem Denkmal hochladen | Mietshaus in geschlossener Bebauung | Wurzner Straße 144 (Karte) | um 1900 (Mietshaus) | ehemals mit Läden, Klinkerfassade, Terrazzo im Eingangsbereich, baugeschichtlich von Bedeutung | 09262003 |
| Direkt Bild zu diesem Denkmal hochladen | Mietshaus in geschlossener Bebauung, mit Laden (mit Ausstattung) | Wurzner Straße 146 (Karte) | um 1890 (Mietshaus), um 1890 (Ladenausstattung)                                                                                           | mit Tordurchfahrt, Klinkerfassade, Laden mit Jugendstilwandfliesen original erhalten, baugeschichtlich von Bedeutung | 09290849 |
|                                         | Mietshaus in halboffener Bebauung in Ecklage | Wurzner Straße 147 (Karte) | 1887 (Mietshaus) | Putzfassade, in unmittelbarer Lage gegenüber der Sellerhäuser Kirche von städtebaulichem Wert, baugeschichtliche und ortsentwicklungsgeschichtlich von Bedeutung | 09261982 |
| Direkt Bild zu diesem Denkmal hochladen | Mietshaus in halboffener Bebauung | Wurzner Straße 148 (Karte) | um 1905 (Mietshaus) | Klinkerfassade, Wohnungstüren mit Jugendstilsupraporten, baugeschichtlich von Bedeutung | 09290707 |
|                                         | Mietshaus in geschlossener Bebauung | Wurzner Straße 153 (Karte) | um 1903 (Mietshaus) | mit Laden, Putzfassade mit reicher Stuckdekoration, baugeschichtlich von Bedeutung | 09261980 |
| Weitere Bilder                          | Mietshaus in halboffener Bebauung in Ecklage | Wurzner Straße 154 (Karte) | um 1905 (Mietshaus) | mit Läden, Putzfassade mit Eckerker, eine Ladenfront original, Eckladen um 1920 erneuert, baugeschichtlich von Bedeutung | 09262261 |
|                                         | Mietshaus in halboffener Bebauung | Wurzner Straße 155 (Karte) | um 1912 (Mietshaus) | mit Tordurchfahrt, mit Laden, Putzfassade mit zwei Erkern, Reste Schablonenmalerei in der Tordurchfahrt und im Treppenhaus, Reformstil-Architektur, baugeschichtlich von Bedeutung | 09261979 |
|                                         | Mietshaus in geschlossener Bebauung | Wurzner Straße 156 (Karte) | um 1895 (Mietshaus) | mit Tordurchfahrt, Laden, historisierende Putzfassade, preußische Kappe in der Tordurchfahrt, baugeschichtlich von Bedeutung | 09262260 |
|                                         | Mietshaus in halboffener Bebauung | Wurzner Straße 156a (Karte) | um 1915 (Mietshaus) | Sandstein-Putz-Fassade, Erker mit Turmabschluss, Holzpaneele im Eingangsbereich, alle Fensteroberlichte mit farbiger Verglasung, im Reformstil, baugeschichtlich von Bedeutung | 09262259 |
| Weitere Bilder                          | Emmauskirche | Wurzner Straße 160 (Karte) | 1898-1900 (Kirche), 1899 (Kirchenausstattung), 1898-1900 (Altar), 1900 (Taufe), 1889 (Orgel im Betsaal)                                   | Kirche (mit Ausstattung); auf dem Emmausplatz, Klinkerfassade, neogotische Saalkirche mit Westturm, kunstgeschichtlich, städtebaulich und baugeschichtlich von Bedeutung Denkmaltext Die Leipziger Emmauskirche wurde in den Jahren 1898 bis 1900 als Evangelische-Luth. Pfarrkirche für die eingemeindeten Ortsteile Sellerhausen und Stünz in exponierter Ecklage an einer wichtigen Straßengabelung auf einem von der Stadt Leipzig unentgeltlich zur Verfügung gestellten großzügigen Grundstück erbaut. Zur Ausführung gelangte ein Entwurf des insbesondere durch zahlreiche Kirchenneubauten ausgewiesenen Leipziger Architekten Paul Lange. Markant in der städtebaulichen Einordnung erhebt sich der 66 Meter hohe Turm des Longitudinalbaus mit der Abfolge Turm, Kirchenschiff und polygonal geschlossenem Chor. Innen wird das Langschiff jedoch durch seitlich ausgreifende Emporen vom Zentralbaugedanken durchdrungen. Äußerlich prägt die wieder aufgegriffene Formensprache der frühen Gotik die Fassaden, die komplett durch ledergelbe Klinkersteine der Ullersdorfer Werke aus dem Schlesischen Liegnitz verkleidet sind, der gestelzte Kuppelaufsatz und die auffallend hohe Turmspitze folgen neben neugotischer auch einer barockisierenden Architekturauffassung. In den Planzeichnungen ist eine Zahl von 1050 Sitzplätzen für Schiff und Emporen angegeben, womit die Kirche zu den größeren Kirchenbauten aus der Zeit von Historismus und Jugendstil in Leipzig gehört. Mit erheblichem Aufwand und hohem gestalterischen Anspruch wurde der Innenraum gestaltet und durch verschiedene Künstler ausgeschmückt, worauf bereits ein ungewöhnlich großes Mosaikbild im Tympanon des Hauptportals einstimmt, den Gang Jesu und seiner Jünger nach Emmaus zeigend. Die Kirche ist bei den Luftangriffen im Weltkrieg ohne Schäden geblieben, die Ausstattung in großen Teilen bis hin zu Lampen und Gestühl erhalten. Eingreifende bauliche Veränderungen fallen in die Jahre 1971 bis 1981, wobei insbesondere durch das Einziehen von Wänden unter den Emporen das Erscheinungsbild des Kirchenraumes Schaden nahm. Entfernt wurde die Kanzel aus Eichenholz, der Innenraum in Anlehnung an die alte Ausmalung farbig neu gefasst. Einhergehend mit der erfreulichen Turmsanierung 1993/1994 wurde das Turmkreuz durch eine Kopie ersetzt. LfD/2019                        | 09262332 |
|                                         | Mietshaus in geschlossener Bebauung | Wurzner Straße 165 (Karte) | um 1885 (Mietshaus) | mit Tordurchfahrt, Putzfassade, preußische Kappe in der Tordurchfahrt, baugeschichtlich von Bedeutung | 09261978 |
|                                         | Mietshauszeile in halboffener Bebauung | Wurzner Straße 171; 173; 173a (Karte) | um 1925 (Wohnblock) | markant gegliederte Putzfassade, Deckenmalerei im Eingangsbereich, im traditionalistischen Stil der 1920er Jahre, baugeschichtlich von Bedeutung | 09261976 |
|                                         | Mietshaus in geschlossener Bebauung in Ecklage | Wurzner Straße 172 (Karte) | 1910/1915 (Mietshaus) | mit Läden, Putzfassade mit Erkern, Stuck im Eingangsbereich, Bleiglasfenster im Treppenhaus, Reformstil-Architektur, baugeschichtlich von Bedeutung | 09262005 |
|                                         | Mietshaus in geschlossener Bebauung | Wurzner Straße 174 (Karte) | 1905/1915 (Mietshaus) | ehemals mit Laden, Putzfassade, Stuck im Eingangsbereich, baugeschichtlich von Bedeutung | 09262197 |
|                                         | Mietshaus in geschlossener Bebauung | Wurzner Straße 175 (Karte) | um 1905 (Mietshaus) | mit Laden, Klinkerfassade, Wohnungstüren mit Supraporten, baugeschichtlich von Bedeutung | 09261975 |
|                                         | Mietshaus in geschlossener Bebauung | Wurzner Straße 176 (Karte) | 1905/1910 (Mietshaus) | Klinkerfassade, Handkarrendurchgang, baugeschichtlich von Bedeutung | 09262198 |
|                                         | Mietshaus in geschlossener Bebauung | Wurzner Straße 177 (Karte) | um 1905 (Mietshaus) | Klinkerfassade, Stuck und Terrazzo im Eingangsbereich, baugeschichtlich von Bedeutung | 09261974 |
|                                         | Mietshaus in geschlossener Bebauung | Wurzner Straße 178 (Karte) | um 1915 (Mietshaus) | Klinkerfassade, baugeschichtlich von Bedeutung | 09262181 |
|                                         | Mietshaus in geschlossener Bebauung | Wurzner Straße 179 (Karte) | um 1905 (Mietshaus) | Klinkerfassade, Stuck und Wandmalerei im Eingangsbereich, Wohnungstüren mit Supraporten, baugeschichtlich von Bedeutung | 09261973 |
|                                         | Mietshaus in geschlossener Bebauung in Ecklage | Wurzner Straße 180 (Karte) | um 1910 (Mietshaus) | mit Läden, Putzfassade, im Reformstil, baugeschichtlich von Bedeutung | 09262200 |
|                                         | Mietshaus in geschlossener Bebauung | Wurzner Straße 181 (Karte) | um 1905 (Mietshaus) | mit zwei Läden, Klinkerfassade, baugeschichtlich von Bedeutung | 09261972 |
| Weitere Bilder                          | Mietshaus in geschlossener Bebauung | Wurzner Straße 182 (Karte) | um 1908 (Mietshaus) | mit Tordurchfahrt und Laden, Klinkerfassade, originale Ladenfront, baugeschichtlich von Bedeutung | 09262201 |
|                                         | Mietshaus in geschlossener Bebauung | Wurzner Straße 183 (Karte) | um 1905 (Mietshaus) | Klinkerfassade, baugeschichtlich von Bedeutung | 09261971 |
|                                         | Mietshaus in geschlossener Bebauung | Wurzner Straße 184 (Karte) | um 1908 (Mietshaus) | mit Tordurchfahrt, Laden, Putzfassade, baugeschichtlich von Bedeutung | 09262202 |
|                                         | Mietshaus in geschlossener Bebauung | Wurzner Straße 185 (Karte) | um 1905 (Mietshaus) | mit Laden, Klinkerfassade, reicher Stuck im Eingangsbereich und Malerei, bleiverglaste Treppenhausfenster, Schablonenmalerei im Eingangsbereich, Wohnungstüren mit Supraporten, baugeschichtlich von Bedeutung | 09261970 |
|                                         | Mietshaus in geschlossener Bebauung | Wurzner Straße 186 (Karte) | um 1908 (Mietshaus) | Klinkerfassade, Terrazzo im Eingangsbereich, Wandfliesen mit Abschlussleiste, baugeschichtlich von Bedeutung | 09262203 |
|                                         | Mietshaus in geschlossener Bebauung | Wurzner Straße 187 (Karte) | um 1910 (Mietshaus) | ehemals mit Laden, Putzfassade, baugeschichtlich von Bedeutung | 09290854 |
|                                         | Mietshaus in halboffener Bebauung | Wurzner Straße 188 (Karte) | um 1908 (Mietshaus) | Klinkerfassade, Putzgliederung im Eingangsbereich und Wandfliesen mit Abschlussleiste, baugeschichtlich von Bedeutung | 09262204 |
|                                         | Mietshaus in geschlossener Bebauung | Wurzner Straße 189 (Karte) | um 1905 (Mietshaus) | Putzfassade, Stuck und Terrazzo im Eingangsbereich, baugeschichtlich von Bedeutung | 09261969 |
|                                         | Mietshaus in geschlossener Bebauung | Wurzner Straße 191 (Karte) | um 1905 (Mietshaus) | mit Laden, Putzfassade, zwei Oberleitungshalterungen, bleiverglaste Treppenhausfenster, baugeschichtlich von Bedeutung | 09261968 |
| Direkt Bild zu diesem Denkmal hochladen | Einfriedung eines Steinmetzbetriebes | Wurzner Straße 192 (Karte) | um 1895 (Einfriedung) | eiserne Einfriedung, ortsentwicklungsgeschichtlich von Bedeutung | 09261965 |
|                                         | Mietshaus in geschlossener Bebauung | Wurzner Straße 193 (Karte) | um 1905 (Mietshaus) | mit Laden, Putzfassade, baugeschichtlich von Bedeutung | 09261967 |
| Direkt Bild zu diesem Denkmal hochladen | Mietshaus in geschlossener Bebauung | Wurzner Straße 195 (Karte) | um 1905 (Mietshaus) | Putzfassade, reicher Stuck im Eingangsbereich, bleiverglaste Treppenhausfenster, baugeschichtlich von Bedeutung | 09261966 |
|                                         | Mietshaus in geschlossener Bebauung | Wurzner Straße 197 (Karte) | um 1905 (Mietshaus) | mit Hausdurchgang, mit Laden, Klinkerfassade, eine Straßenbahnoberleitungshalterung, baugeschichtlich von Bedeutung | 09261962 |
|                                         | Mietshaus in halboffener Bebauung | Wurzner Straße 199 (Karte) | um 1905 (Mietshaus) | mit Laden, Klinkerfassade, Wohnungstüren mit Supraporten, baugeschichtlich von Bedeutung | 09261961 |
| Direkt Bild zu diesem Denkmal hochladen | Platzanlage | Zum Kleingartenpark - (Karte) | um 1900 (Platz) | alte Ortslage Sellerhausen, runder Dorfplatz mit Lindenbestand, ehemals auch mit Denkmal, ortsentwicklungsgeschichtlich und stadtgrüngeschichtlich von Bedeutung | 09292473 |
| Weitere Bilder                          | Mietshaus | Zum Kleingartenpark 1 (Karte) | um 1905 (Mietshaus) | Mietshaus in geschlossener Bebauung; Klinkerfassade, original ausgemaltes Treppenhaus, Landschaftsbilder im Eingangsbereich, baugeschichtlich von Bedeutung | 09292478 |
| Weitere Bilder                          | Mietshaus | Zum Kleingartenpark 2 (Karte) | um 1905 (Mietshaus) | Mietshaus in ehemals geschlossener Bebauung; Klinkerfassade, Stuckkehle im Eingangsbereich, baugeschichtlich von Bedeutung | 09292479 |
| Weitere Bilder                          | Wohnhaus und Scheune | Zum Kleingartenpark 4 (Karte) | ab 1805 (Bauernhaus), ab 1805 (Dreiseithof)                                                                                               | Wohnhaus, Scheune, Hofpflaster und Vorgarten eines Dreiseithofes; ehemals auch Seitengebäude, alte Ortslage Sellerhausen, Wohnhaus mit Krüppelwalmdach, Lehmbau und Fachwerk, ortsentwicklungsgeschichtlich und baugeschichtlich von Bedeutung | 09292474 |
|                                         | Wohnhaus, Seitengebäude und Toreinfahrt | Zum Kleingartenpark 6 (Karte) | um 1820 (Dreiseithof) | Wohnhaus, Seitengebäude, Hofpflasterung und Toreinfahrt eines ehemaligen Dreiseithofes; alte Ortslage Sellerhausen, Wohnhaus ein Putzbau mit Rautenfries am Hauptgesims, Obergeschoss vermutlich Fachwerk verputzt, Toreinfahrt mit Sandsteinpfeiler, baugeschichtlich und ortsentwicklungsgeschichtlich von Bedeutung | 09292476 |
| Weitere Bilder                          | Wohnhaus und Scheune | Zum Kleingartenpark 29 (Karte) | ab 1800 (Bauernhaus) | alte Ortslage Sellerhausen, Wohnhaus mit großer Durchfahrt, Putzfassade, Obergeschoss vermutlich Fachwerk, baugeschichtlich und ortsentwicklungsgeschichtlich von Bedeutung | 09262263 |
| Weitere Bilder                          | Seitengebäude und Scheune | Zum Kleingartenpark 34 (Karte) | bezeichnet 1883 (Scheune), 1869-1870 (Seitengebäude)                                                                                      | Seitengebäude und Scheune eines Bauernhofes, sowie Hofpflasterung; alte Ortslage Sellerhausen, charakteristische ländliche Putzbauten, baugeschichtlich und ortsentwicklungsgeschichtlich von Bedeutung Denkmaltext In der alten Ortslage befindet sich einer der wenigen erhaltenen Bauernhöfe, auf spitzwinkligem dreieckigen Grundriss. Die Bauakte setzt im Oktober 1863 ein: genannt wird Gutsbesitzer und Gemeindevorstand Karl Fichtner, der einen Waschhausanbau an das heute nicht mehr vorhandene Lehmgebäude an der rechten Grundstücksgrenze beantragt. An das giebelständige Wohnhaus links grenzt ein Kuhstall an, der 1869 abgebrochen und als Kuh- und Schweinestall nebst Taubenschlag bis März 1870 neu aufgeführt wird. Entwurf und Ausführung lagen bei Karl Germann junior. Die den Hof rückwärtig abschließende Scheune wurde 1883 durch den Probstheidaer Zimmermann Wilhelm Lindner für Gutsbesitzer Julius Hermann Fichtner durch einen größeren verputzten Scheunenneubau ersetzt. Einhergehend entstand die zweigeschossige Gebäudezeile linkerhand, die Waschhaus, Holzstall, Perde- und Schweineställe, Kummtkammer sowie im Obergeschoss Futterboden und Knechtekammern aufnahm. Zur Dorfstraße hin wurde noch ein kleines eingeschossiges Brunnenhaus errichtet, das mittlerweile Seltenheitswert im Stadtgebiet Leipzig besitzt und heute – erweitert und umgebaut - als Garage genutzt wird. Für die Ausführung ist hier ein Maurermeister aus Neuschönefeld erwähnt. Das Wohnhaus selbst dürfte als ältestes Gebäude der Hofanlage um 1840 entstanden sein, Korbbogenfenster im Erdgeschoss, die tief liegende Traufe des Satteldaches und die Fledermausgauben deuten darauf hin. Erhalten geblieben sind zudem ein schmaler Gartenstreifen an der Giebelseite zum Dorfanger hin sowie die Hofpflasterung. Seltenheitswert, Dokumentationswert, eines der letzten fast unverfälscht erhaltenen Bauerngüter in der alten Ortslage Sellerhausen. LfD/2012 | 09262265 |
| Weitere Bilder                          | Mietshaus und Hinterhaus | Zum Kleingartenpark 36 (Karte) | um 1900 (Mietshaus) | Mietshaus in offener Bebauung und Hinterhaus; alte Ortslage Sellerhausen, Vorderhaus mit Tordurchfahrt, historisierende Putzfassade, baugeschichtlich und ortsentwicklungsgeschichtlich von Bedeutung | 09292464 |
| Weitere Bilder                          | Mietshaus | Zum Kleingartenpark 41 (Karte) | 1898 (Mietshaus) | Mietshaus in geschlossener Bebauung; Klinkerfassade, geätzte Treppenhausfenster, Stuck im Eingangsbereich (unter anderem Leipziger Stadtwappen), baugeschichtlich von Bedeutung | 09292477 |
|                                         | Eisenbahnbrücke | Zweenfurther Straße - (Karte) | 1904 (Eisenbahnbrücke) | Strecke 6371 von Leipzig Anger - Abzw. Leipzig Heiterblick (Streckenkilometer: 3.039 km), Gesamtlänge von 23,00 m, max. Stützweite 18,42 m, lichte Weite 17,00 m, Eisenbahnbrücke mit Granit-Bruchsteinmauern und genieteten Eisenbögen, eisenbahngeschichtlich von Bedeutung | 09294703 |
| Direkt Bild zu diesem Denkmal hochladen | Mietshaus | Zweenfurther Straße 2 (Karte) | um 1900 (Mietshaus) | Mietshaus in halboffener Bebauung in Ecklage; mit Eckladen, Klinkerfassade mit reichem Stuckdekor, baugeschichtlich von Bedeutung | 09262247 |
|                                         | Mietshaus | Zweenfurther Straße 2a (Karte) | 1905/1910 (Mietshaus) | Mietshaus in halboffener Bebauung; mit Hausdurchgang, mit Laden, Putzfassade, Dachhaus mit Fachwerk, baugeschichtlich von Bedeutung | 09294704 |
|                                         | Mietshaus | Zweenfurther Straße 4 (Karte) | um 1895 (Mietshaus) | Mietshaus in geschlossener Bebauung; mit Hausdurchgang, mit Laden, Klinkerfassade, preußische Kappe im Hausdurchgang, Schablonenmalerei im Treppenhaus, baugeschichtlich von Bedeutung | 09262246 |
| Direkt Bild zu diesem Denkmal hochladen | Mietshaus und Einfriedung | Zweenfurther Straße 5 (Karte) | um 1902 (Mietshaus) | Mietshaus in halboffener Bebauung in Ecklage und seitliche Einfriedung; mit Eckladen, Klinkerfassade mit Balkons, Stuck im Eingangsbereich, städtebaulich wichtiger Eckbau, wissenschaftlich-dokumentarischer und bauhistorischer Wert | 09262224 |
| Direkt Bild zu diesem Denkmal hochladen | Mietshaus | Zweenfurther Straße 6 (Karte) | um 1895 (Mietshaus) | Mietshaus in halboffener Bebauung; mit Tordurchfahrt, Putzfassade, eiserne Radabweiser, preußische Kappe in der Tordurchfahrt, baugeschichtlich von Bedeutung | 09262245 |
| Direkt Bild zu diesem Denkmal hochladen | Mietshaus | Zweenfurther Straße 9 (Karte) | 1890/1895 (Mietshaus) | Mietshaus in halboffener Bebauung; mit Hausdurchgang, mit Laden, Klinkerfassade, baugeschichtlich von Bedeutung | 09262244 |
| Direkt Bild zu diesem Denkmal hochladen | Mietshaus | Zweenfurther Straße 13 (Karte) | um 1890 (Mietshaus) | Mietshaus in halboffener Bebauung; mit Tordurchfahrt und Laden, Klinkerfassade, preußische Kappe in der Tordurchfahrt, Laden mit Holzjalousie, baugeschichtlich von Bedeutung | 09262022 |
| Direkt Bild zu diesem Denkmal hochladen | Mietshaus mit Waschhaus | Zweenfurther Straße 19 (Karte) | um 1905 (Mietshaus) | Mietshaus in offener Bebauung, mit Vorgarten sowie Waschhaus im Hof; mit Hausdurchgang, Klinkerfassade, baugeschichtlich von Bedeutung | 09262023 |
|                                         | Schule und Turnhalle | Zweenfurther Straße 21 (Karte) | um 1870 (Schule) | Schule, mit Vorgarten und Turnhalle im Hof; Putzfassade, Eingangstür original, baugeschichtlich und ortshistorisch von Bedeutung | 09262024 |

## Ehemalige Kulturdenkmale
| Bild                                    | Bezeichnung   | Lage                            | Datierung                    | Beschreibung                                                                     | ID       |
| --------------------------------------- | ------------- | ------------------------------- | ---------------------------- | -------------------------------------------------------------------------------- | -------- |
| Direkt Bild zu diesem Denkmal hochladen | Wohnhaus      | Julius-Krause-Straße 35 (Karte) | 2. Hälfte 19. Jh. (Wohnhaus) | Wohnhaus in offener Bebauung (Putzfassade; Sandsteinsohlbänke)                   | 09262239 |
| Direkt Bild zu diesem Denkmal hochladen | Mietshaus     | Plaußiger Straße 6 (Karte)      | 1905/1910 (Mietshaus)        | Mietshaus in geschlossener Bebauung (Putzfassade)                                | 09294886 |
| Direkt Bild zu diesem Denkmal hochladen | Wohnhaus      | Torgauer Straße 244 (Karte)     | um 1890 (Wohnhaus)           | Wohnhaus in offener Bebauung (Putzfassade mit Klinkergliederung)                 | 09290702 |
|                                         | Bauernhof     | Zum Kleingartenpark 5 (Karte)   | 1879 (Bauernhof)             | Bauernhof mit Wohnhaus und Einfriedung (Lehmbau verputzt, Haustür um 1850)       | 09292470 |
| Direkt Bild zu diesem Denkmal hochladen | Wohnstallhaus | Zum Kleingartenpark 31 (Karte)  | um 1870 (Wohnstallhaus)      | Wohnstallhaus und Pflasterung (Lehmbau; Fachwerk-Obergeschoss) eines Bauernhofes | 09292467 |
| Direkt Bild zu diesem Denkmal hochladen | Wohnhaus      | Zum Kleingartenpark 35 (Karte)  | um 1880 (Bauernhaus)         | Wohnhaus eines Bauernhofes; mit rückwärtigem Fachwerkgiebel (Putzfassade)        | 09262273 |